# Albi di Tex
Elenco degli albi di Tex, collana a fumetti che inizialmente riproponeva una ristampa delle storie del personaggio già pubblicate in altri formati e che poi sostituirà la collana a strisce nella pubblicazione delle storie inedite.
La testata esordisce nell'ottobre 1958 ristampando integralmente gli episodi pubblicati nella collana a strisce ancora in corso di pubblicazione quando esordì la nuova testata, per poi, da pagina 69 del n° 96 (ottobre 1968), incominciare a pubblicare storie inedite. Dal n° 22 la pubblicazione modificò il nome da Serie gigante a Collana Tex gigante e, dal n° 162, assunse la denominazione definitiva di Tex. La serie è pubblicata dalla Sergio Bonelli Editore, anche se nel corso degli anni ha assunto altre denominazioni: Edizioni Audace dal n°1 al n° 6, Araldo dal n° 7 al 160, Daim Press dal n° 161 al 332 e Sergio Bonelli Editore dal n° 333 in poi. La serie assunse una periodicità mensile dal 1964 mentre prima aveva periodicità diverse.
La serie esordisce in seguito al successo della collana cosiddetta Tex Gigante prima serie (pubblicata dal 1954 al 1957) che riproponeva le storie del personaggio già edite nel formato a striscia, per ristamparla mantenendone le caratteristiche. Tex Gigante prima serie nasceva a sua volta come raccolta delle copie rimaste invendute dell'albo quindicinale pubblicato dal 1952 al 1960, che pubblicava le avventure di Tex a loro volta già pubblicate negli albi a striscia e prima edizione delle storie del personaggio, a partire dalla creazione nel 1948, ma rimontandole inserendo tre strisce per pagina. Il formato dei primi numeri di questa "seconda serie" è in misura leggermente maggiore di quello che diverrà lo standard successivo e gli albi sono pinzati con punto metallico; inoltre hanno una foliazione di 160 pagine, poi ridotta a 128. Presto il formato si stabilizza sulle misure di 16x21 cm, con 112 pagine brossurate, definendo quello che sarà noto come il formato bonellide.
Dei primi 75 numeri esistono più versioni; a causa del clima moralistico degli anni cinquanta e sessanta, e per via del successo che costringeva a ristampare i numeri, la casa editrice era costretta a far uscire ristampe-lampo in parte autocensurate; in particolare del primo numero (La Mano Rossa) si hanno almeno cinque versioni.
Il fumetto, ideato e scritto da Giovanni Luigi Bonelli (accreditato come G. L. Bonelli) e creato graficamente da Aurelio Galleppini, ha visto, poi alternarsi alla sceneggiatura e al disegno altri autori. Se già dopo pochi episodi alcuni disegnatori intervengono a coadiuvare Galep nella realizzazione delle tavole, bisogna attendere diversi anni prima di vedere storie scritte da altri. Per quanto riguarda i disegnatori, fino al 1974, anno in cui esordisce Fernando Fusco, si alternano, oltre a Galep, quasi esclusivamente Guglielmo Letteri, Virgilio Muzzi, Erio Nicolò e Giovanni Ticci. Dopo gli anni ottanta lo staff cresce gradualmente fino a superare venti elementi come Claudio Villa e Fabio Civitelli, includendo anche artisti non italiani. La prima storia non sceneggiata da Bonelli risale al febbraio 1976, ed è opera del figlio Sergio, alias Guido Nolitta, che già nel numero precedente aveva affiancato il padre; solo dopo molti anni incomincia a essere più frequente la presenza di Nolitta e di un nuovo autore, Claudio Nizzi. A differenza di quanto accade con i disegnatori, i testi restano per lungo tempo affidati a un ristrettissimo gruppo e fino al numero 400 si avvicendano, a parte le brevi parentesi di Giorgio Bonelli, altro figlio di Gianluigi, e di Mauro Boselli, che poi sarà inserito stabilmente nella testata tanto da assumere nel 2012 il ruolo di curatore della stessa, solo i tre già citati. A parte i testi firmati da Decio Canzio e Michele Medda per alcuni albi del 1994 e del 1995, è solo dopo il 2000 che anche il gruppo di sceneggiatori comincia ad aumentare in consistenza, con l'inclusione ai testi, tra gli altri, del disegnatore Fabio Civitelli (solo in qualità di soggettista) e di Tito Faraci, cui si aggiungono Gianfranco Manfredi e Pasquale Ruju.
L'ultima storia scritta da Bonelli viene pubblicata nel n° 364 intitolato Il medaglione spagnolo, del febbraio 1991, mentre l'ultima storia disegnata da Galep è nello speciale n° 400 del febbraio 1994.
Nel 2021 viene interrotta la tradizione della mensilità con l'uscita di un albo con numerazione 729 bis affiancata a quella consueta.
Nella tabella non sono riportati i nomi degli autori delle copertine: sono Galep, che ha disegnato tutte le copertine fino alla numero 400, e Claudio Villa, a cui sono state affidate quelle dalla numero 401 in poi.

## 1958
| Nr. | Titolo           | Mese di pubblicazione | Soggetto               | Sceneggiatura          | Disegni |
| --- | ---------------- | --------------------- | ---------------------- | ---------------------- | ------- |
| 1   | La Mano Rossa    | ottobre               | Giovanni Luigi Bonelli | Giovanni Luigi Bonelli | Galep   |
| 2   | Uno contro venti | dicembre              | Giovanni Luigi Bonelli | Giovanni Luigi Bonelli | Galep   |

## 1959
| Nr. | Titolo             | Mese di pubblicazione | Soggetto               | Sceneggiatura          | Disegni |
| --- | ------------------ | --------------------- | ---------------------- | ---------------------- | ------- |
| 3   | Fuorilegge         | febbraio              | Giovanni Luigi Bonelli | Giovanni Luigi Bonelli | Galep   |
| 4   | L'eroe del Messico | aprile                | Giovanni Luigi Bonelli | Giovanni Luigi Bonelli | Galep   |
| 5   | Satania!           | giugno                | Giovanni Luigi Bonelli | Giovanni Luigi Bonelli | Galep   |
| 6   | Doppio gioco       | settembre             | Giovanni Luigi Bonelli | Giovanni Luigi Bonelli | Galep   |

## 1960
| Nr. | Titolo             | Mese di pubblicazione | Soggetto               | Sceneggiatura          | Disegni                 |
| --- | ------------------ | --------------------- | ---------------------- | ---------------------- | ----------------------- |
| 7   | Il patto di sangue | gennaio               | Giovanni Luigi Bonelli | Giovanni Luigi Bonelli | Galep                   |
| 8   | Due contro cento   | marzo                 | Giovanni Luigi Bonelli | Giovanni Luigi Bonelli | Galep / Guido Zamperoni |
| 9   | L'ultima battaglia | maggio                | Giovanni Luigi Bonelli | Giovanni Luigi Bonelli | Galep / Mario Uggeri    |
| 10  | Il tranello        | luglio                | Giovanni Luigi Bonelli | Giovanni Luigi Bonelli | Galep                   |
| 11  | Il segno indiano   | settembre             | Giovanni Luigi Bonelli | Giovanni Luigi Bonelli | Galep                   |
| 12  | Il figlio di Tex   | novembre              | Giovanni Luigi Bonelli | Giovanni Luigi Bonelli | Galep                   |

## 1961
| Nr. | Titolo                   | Mese di pubblicazione | Soggetto               | Sceneggiatura          | Disegni           |
| --- | ------------------------ | --------------------- | ---------------------- | ---------------------- | ----------------- |
| 13  | Tex, l'intrepido         | gennaio               | Giovanni Luigi Bonelli | Giovanni Luigi Bonelli | Galep             |
| 14  | La gola segreta          | marzo                 | Giovanni Luigi Bonelli | Giovanni Luigi Bonelli | Galep             |
| 15  | La montagna misteriosa   | maggio                | Giovanni Luigi Bonelli | Giovanni Luigi Bonelli | Galep             |
| 16  | Il fuoco!                | luglio                | Giovanni Luigi Bonelli | Giovanni Luigi Bonelli | Galep             |
| 17  | Gli sciacalli del Kansas | settembre             | Giovanni Luigi Bonelli | Giovanni Luigi Bonelli | Galep             |
| 18  | Dodge City               | novembre              | Giovanni Luigi Bonelli | Giovanni Luigi Bonelli | Galep / Lino Jeva |

## 1962
| Nr. | Titolo                 | Mese di pubblicazione | Soggetto               | Sceneggiatura          | Disegni                 |
| --- | ---------------------- | --------------------- | ---------------------- | ---------------------- | ----------------------- |
| 19  | La fine di Lupo Bianco | gennaio               | Giovanni Luigi Bonelli | Giovanni Luigi Bonelli | Galep                   |
| 20  | Un piano ardito        | febbraio              | Giovanni Luigi Bonelli | Giovanni Luigi Bonelli | Galep / Francesco Gamba |
| 21  | Alba di sangue         | marzo                 | Giovanni Luigi Bonelli | Giovanni Luigi Bonelli | Galep / Mario Uggeri    |
| 22  | Yampa Flat             | aprile                | Giovanni Luigi Bonelli | Giovanni Luigi Bonelli | Galep / Mario Uggeri    |
| 23  | Piutes!                | giugno                | Giovanni Luigi Bonelli | Giovanni Luigi Bonelli | Galep                   |
| 24  | L'enigma del feticcio  | luglio                | Giovanni Luigi Bonelli | Giovanni Luigi Bonelli | Galep                   |
| 25  | L'agguato              | agosto                | Giovanni Luigi Bonelli | Giovanni Luigi Bonelli | Galep / Francesco Gamba |
| 26  | Frecce nere            | settembre             | Giovanni Luigi Bonelli | Giovanni Luigi Bonelli | Galep / Francesco Gamba |
| 27  | Assedio al Posto N. 6  | ottobre               | Giovanni Luigi Bonelli | Giovanni Luigi Bonelli | Galep / Francesco Gamba |
| 28  | Un vile attentato      | novembre              | Giovanni Luigi Bonelli | Giovanni Luigi Bonelli | Galep                   |

## 1963
| Nr. | Titolo                    | Mese di pubblicazione | Soggetto               | Sceneggiatura          | Disegni                 |
| --- | ------------------------- | --------------------- | ---------------------- | ---------------------- | ----------------------- |
| 29  | Il Coyote Nero            | gennaio               | Giovanni Luigi Bonelli | Giovanni Luigi Bonelli | Galep                   |
| 30  | Old Pawnee Bill           | marzo                 | Giovanni Luigi Bonelli | Giovanni Luigi Bonelli | Galep / Francesco Gamba |
| 31  | La Mesa verde             | maggio                | Giovanni Luigi Bonelli | Giovanni Luigi Bonelli | Galep / Francesco Gamba |
| 32  | La morte aspetta nel buio | giugno                | Giovanni Luigi Bonelli | Giovanni Luigi Bonelli | Galep                   |
| 33  | La valle tragica          | luglio                | Giovanni Luigi Bonelli | Giovanni Luigi Bonelli | Galep / Francesco Gamba |
| 34  | Sinistri incontri         | agosto                | Giovanni Luigi Bonelli | Giovanni Luigi Bonelli | Galep / Francesco Gamba |
| 35  | Una carta rischiosa       | settembre             | Giovanni Luigi Bonelli | Giovanni Luigi Bonelli | Galep / Francesco Gamba |
| 36  | Il villaggio fantasma     | ottobre               | Giovanni Luigi Bonelli | Giovanni Luigi Bonelli | Galep                   |
| 37  | Falsa accusa!             | novembre              | Giovanni Luigi Bonelli | Giovanni Luigi Bonelli | Galep                   |
| 38  | Sabbie mobili             | dicembre              | Giovanni Luigi Bonelli | Giovanni Luigi Bonelli | Galep                   |

## 1964
| Nr. | Titolo                 | Mese di pubblicazione | Soggetto               | Sceneggiatura          | Disegni                                  |
| --- | ---------------------- | --------------------- | ---------------------- | ---------------------- | ---------------------------------------- |
| 39  | La gola della morte    | gennaio               | Giovanni Luigi Bonelli | Giovanni Luigi Bonelli | Galep                                    |
| 40  | Il ponte tragico       | febbraio              | Giovanni Luigi Bonelli | Giovanni Luigi Bonelli | Galep / Francesco Gamba                  |
| 41  | Rinnegato!             | marzo                 | Giovanni Luigi Bonelli | Giovanni Luigi Bonelli | Francesco Gamba                          |
| 42  | Incendio allo "Star-O" | aprile                | Giovanni Luigi Bonelli | Giovanni Luigi Bonelli | Galep                                    |
| 43  | Lotta per la vita      | maggio                | Giovanni Luigi Bonelli | Giovanni Luigi Bonelli | Galep / Francesco Gamba                  |
| 44  | Una audace rapina      | giugno                | Giovanni Luigi Bonelli | Giovanni Luigi Bonelli | Galep / Francesco Gamba / Virgilio Muzzi |
| 45  | La voce misteriosa     | luglio                | Giovanni Luigi Bonelli | Giovanni Luigi Bonelli | Galep / Virgilio Muzzi                   |
| 46  | Il sicario             | agosto                | Giovanni Luigi Bonelli | Giovanni Luigi Bonelli | Galep                                    |
| 47  | Le terre dell'abisso   | settembre             | Giovanni Luigi Bonelli | Giovanni Luigi Bonelli | Galep                                    |
| 48  | Duello a Laredo        | ottobre               | Giovanni Luigi Bonelli | Giovanni Luigi Bonelli | Galep / Francesco Gamba                  |
| 49  | Lo stregone            | novembre              | Giovanni Luigi Bonelli | Giovanni Luigi Bonelli | Galep / Francesco Gamba / Virgilio Muzzi |
| 50  | I figli della notte    | dicembre              | Giovanni Luigi Bonelli | Giovanni Luigi Bonelli | Galep / Virgilio Muzzi                   |

## 1965
| Nr. | Titolo            | Mese di pubblicazione | Soggetto               | Sceneggiatura          | Disegni                |
| --- | ----------------- | --------------------- | ---------------------- | ---------------------- | ---------------------- |
| 51  | Sangue Navajo     | gennaio               | Giovanni Luigi Bonelli | Giovanni Luigi Bonelli | Galep / Virgilio Muzzi |
| 52  | Guerriglia        | febbraio              | Giovanni Luigi Bonelli | Giovanni Luigi Bonelli | Galep                  |
| 53  | Il grande re      | marzo                 | Giovanni Luigi Bonelli | Giovanni Luigi Bonelli | Galep / Virgilio Muzzi |
| 54  | Il lago scarlatto | aprile                | Giovanni Luigi Bonelli | Giovanni Luigi Bonelli | Galep                  |
| 55  | Tradimento        | maggio                | Giovanni Luigi Bonelli | Giovanni Luigi Bonelli | Galep                  |
| 56  | La rivolta        | giugno                | Giovanni Luigi Bonelli | Giovanni Luigi Bonelli | Galep / Virgilio Muzzi |
| 57  | Notte tragica     | luglio                | Giovanni Luigi Bonelli | Giovanni Luigi Bonelli | Galep                  |
| 58  | Corsa alla morte  | agosto                | Giovanni Luigi Bonelli | Giovanni Luigi Bonelli | Galep / Virgilio Muzzi |
| 59  | Duello all'alba   | settembre             | Giovanni Luigi Bonelli | Giovanni Luigi Bonelli | Galep / Virgilio Muzzi |
| 60  | "El Rey"          | ottobre               | Giovanni Luigi Bonelli | Giovanni Luigi Bonelli | Galep / Virgilio Muzzi |
| 61  | Morte nella neve  | novembre              | Giovanni Luigi Bonelli | Giovanni Luigi Bonelli | Galep                  |
| 62  | Squali            | dicembre              | Giovanni Luigi Bonelli | Giovanni Luigi Bonelli | Galep                  |

## 1966
| Nr. | Titolo             | Mese di pubblicazione | Soggetto               | Sceneggiatura          | Disegni                                              |
| --- | ------------------ | --------------------- | ---------------------- | ---------------------- | ---------------------------------------------------- |
| 63  | Vigilantes         | gennaio               | Giovanni Luigi Bonelli | Giovanni Luigi Bonelli | Galep / Virgilio Muzzi / Erio Nicolò                 |
| 64  | Mexico             | febbraio              | Giovanni Luigi Bonelli | Giovanni Luigi Bonelli | Galep / Francesco Gamba / Erio Nicolò                |
| 65  | Ai ferri corti     | marzo                 | Giovanni Luigi Bonelli | Giovanni Luigi Bonelli | Galep / Francesco Gamba                              |
| 66  | Dramma al circo    | aprile                | Giovanni Luigi Bonelli | Giovanni Luigi Bonelli | Galep                                                |
| 67  | Mano Gialla        | maggio                | Giovanni Luigi Bonelli | Giovanni Luigi Bonelli | Galep / Francesco Gamba / Virgilio Muzzi             |
| 68  | Duello Apache      | giugno                | Giovanni Luigi Bonelli | Giovanni Luigi Bonelli | Galep / Francesco Gamba / Guglielmo Letteri          |
| 69  | Piombo caldo       | luglio                | Giovanni Luigi Bonelli | Giovanni Luigi Bonelli | Galep / Francesco Gamba / Guglielmo Letteri          |
| 70  | L'ultima carica    | agosto                | Giovanni Luigi Bonelli | Giovanni Luigi Bonelli | Galep / Francesco Gamba                              |
| 71  | Pueblo Bonito      | settembre             | Giovanni Luigi Bonelli | Giovanni Luigi Bonelli | Galep / Francesco Gamba                              |
| 72  | New Orleans        | ottobre               | Giovanni Luigi Bonelli | Giovanni Luigi Bonelli | Galep / Francesco Gamba / Guglielmo Letteri          |
| 73  | Pony Express       | novembre              | Giovanni Luigi Bonelli | Giovanni Luigi Bonelli | Francesco Gamba / Guglielmo Letteri / Virgilio Muzzi |
| 74  | Sangue sulla pista | dicembre              | Giovanni Luigi Bonelli | Giovanni Luigi Bonelli | Galep / Virgilio Muzzi                               |

## 1967
| Nr. | Titolo               | Mese di pubblicazione | Soggetto               | Sceneggiatura          | Disegni                                        |
| --- | -------------------- | --------------------- | ---------------------- | ---------------------- | ---------------------------------------------- |
| 75  | La bufera            | gennaio               | Giovanni Luigi Bonelli | Giovanni Luigi Bonelli | Galep / Virgilio Muzzi                         |
| 76  | Deserto bianco       | febbraio              | Giovanni Luigi Bonelli | Giovanni Luigi Bonelli | Galep / Guglielmo Letteri                      |
| 77  | Il tesoro del tempio | marzo                 | Giovanni Luigi Bonelli | Giovanni Luigi Bonelli | Galep / Guglielmo Letteri                      |
| 78  | Incubo               | aprile                | Giovanni Luigi Bonelli | Giovanni Luigi Bonelli | Galep / Virgilio Muzzi                         |
| 79  | Il Drago Rosso       | maggio                | Giovanni Luigi Bonelli | Giovanni Luigi Bonelli | Galep                                          |
| 80  | Spettri!             | giugno                | Giovanni Luigi Bonelli | Giovanni Luigi Bonelli | Galep / Guglielmo Letteri                      |
| 81  | La banda dei lupi    | luglio                | Giovanni Luigi Bonelli | Giovanni Luigi Bonelli | Galep / Guglielmo Letteri / Virgilio Muzzi     |
| 82  | La sfida             | agosto                | Giovanni Luigi Bonelli | Giovanni Luigi Bonelli | Galep / Virgilio Muzzi                         |
| 83  | Il passato di Tex    | settembre             | Giovanni Luigi Bonelli | Giovanni Luigi Bonelli | Galep / Guglielmo Letteri / Virgilio Muzzi     |
| 84  | Il re del rodeo      | ottobre               | Giovanni Luigi Bonelli | Giovanni Luigi Bonelli | Galep                                          |
| 85  | La costa dei barbari | novembre              | Giovanni Luigi Bonelli | Giovanni Luigi Bonelli | Pietro Raschitelli                             |
| 86  | Rio Verde            | dicembre              | Giovanni Luigi Bonelli | Giovanni Luigi Bonelli | Galep / Pietro Raschitelli / Guglielmo Letteri |

## 1968
| Nr. | Titolo               | Mese di pubblicazione | Soggetto               | Sceneggiatura          | Disegni                                    |
| --- | -------------------- | --------------------- | ---------------------- | ---------------------- | ------------------------------------------ |
| 87  | Yuma!                | gennaio               | Giovanni Luigi Bonelli | Giovanni Luigi Bonelli | Galep / Guglielmo Letteri / Virgilio Muzzi |
| 88  | Gli spietati         | febbraio              | Giovanni Luigi Bonelli | Giovanni Luigi Bonelli | Galep / Guglielmo Letteri / Virgilio Muzzi |
| 89  | Morte di un soldato  | marzo                 | Giovanni Luigi Bonelli | Giovanni Luigi Bonelli | Galep / Guglielmo Letteri                  |
| 90  | Fuga nella notte     | aprile                | Giovanni Luigi Bonelli | Giovanni Luigi Bonelli | Galep                                      |
| 91  | Vendetta indiana     | maggio                | Giovanni Luigi Bonelli | Giovanni Luigi Bonelli | Giovanni Ticci                             |
| 92  | Giustizia!           | giugno                | Giovanni Luigi Bonelli | Giovanni Luigi Bonelli | Galep / Virgilio Muzzi                     |
| 93  | Terrore sulla savana | luglio                | Giovanni Luigi Bonelli | Giovanni Luigi Bonelli | Galep / Virgilio Muzzi                     |
| 94  | Black Baron          | agosto                | Giovanni Luigi Bonelli | Giovanni Luigi Bonelli | Galep                                      |
| 95  | La carovana dell'oro | settembre             | Giovanni Luigi Bonelli | Giovanni Luigi Bonelli | Galep / Guglielmo Letteri                  |
| 96  | La caccia            | ottobre               | Giovanni Luigi Bonelli | Giovanni Luigi Bonelli | Galep / Guglielmo Letteri/ Virgilio Muzzi  |
| 97  | Lo straniero         | novembre              | Giovanni Luigi Bonelli | Giovanni Luigi Bonelli | Galep / Virgilio Muzzi                     |
| 98  | I razziatori         | dicembre              | Giovanni Luigi Bonelli | Giovanni Luigi Bonelli | Galep / Virgilio Muzzi                     |

## 1969
| Nr. | Titolo                  | Mese di pubblicazione | Soggetto               | Sceneggiatura          | Disegni                            |
| --- | ----------------------- | --------------------- | ---------------------- | ---------------------- | ---------------------------------- |
| 99  | La sconfitta            | gennaio               | Giovanni Luigi Bonelli | Giovanni Luigi Bonelli | Galep                              |
| 100 | SuperTex - Forte Apache | febbraio              | Giovanni Luigi Bonelli | Giovanni Luigi Bonelli | Galep                              |
| 101 | El Morisco              | marzo                 | Giovanni Luigi Bonelli | Giovanni Luigi Bonelli | Guglielmo Letteri                  |
| 102 | Sierra Encantada        | aprile                | Giovanni Luigi Bonelli | Giovanni Luigi Bonelli | Guglielmo Letteri                  |
| 103 | Il Signore dell'Abisso  | maggio                | Giovanni Luigi Bonelli | Giovanni Luigi Bonelli | Guglielmo Letteri / Galep          |
| 104 | Il giuramento           | giugno                | Giovanni Luigi Bonelli | Giovanni Luigi Bonelli | Galep                              |
| 105 | L'implacabile           | luglio                | Giovanni Luigi Bonelli | Giovanni Luigi Bonelli | Galep                              |
| 106 | La paga di Giuda        | agosto                | Giovanni Luigi Bonelli | Giovanni Luigi Bonelli | Galep / Erio Nicolò                |
| 107 | Gilas!                  | settembre             | Giovanni Luigi Bonelli | Giovanni Luigi Bonelli | Erio Nicolò                        |
| 108 | Inferno a Robber City   | ottobre               | Giovanni Luigi Bonelli | Giovanni Luigi Bonelli | Erio Nicolò / Giovanni Ticci       |
| 109 | Massacro!               | novembre              | Giovanni Luigi Bonelli | Giovanni Luigi Bonelli | Giovanni Ticci / Guglielmo Letteri |
| 110 | Chinatown               | dicembre              | Giovanni Luigi Bonelli | Giovanni Luigi Bonelli | Guglielmo Letteri                  |

## 1970
| Nr. | Titolo                  | Mese di pubblicazione | Soggetto               | Sceneggiatura          | Disegni                            |
| --- | ----------------------- | --------------------- | ---------------------- | ---------------------- | ---------------------------------- |
| 111 | L'asso nella manica     | gennaio               | Giovanni Luigi Bonelli | Giovanni Luigi Bonelli | Guglielmo Letteri                  |
| 112 | La rete si chiude       | febbraio              | Giovanni Luigi Bonelli | Giovanni Luigi Bonelli | Guglielmo Letteri                  |
| 113 | Tra due bandiere        | marzo                 | Giovanni Luigi Bonelli | Giovanni Luigi Bonelli | Guglielmo Letteri / Galep          |
| 114 | Quando tuona il cannone | aprile                | Giovanni Luigi Bonelli | Giovanni Luigi Bonelli | Galep                              |
| 115 | Tramonto rosso          | maggio                | Giovanni Luigi Bonelli | Giovanni Luigi Bonelli | Galep                              |
| 116 | La Dama di Picche       | giugno                | Giovanni Luigi Bonelli | Giovanni Luigi Bonelli | Galep / Virgilio Muzzi             |
| 117 | El Paso                 | luglio                | Giovanni Luigi Bonelli | Giovanni Luigi Bonelli | Virgilio Muzzi / Guglielmo Letteri |
| 118 | La legge del più forte  | agosto                | Giovanni Luigi Bonelli | Giovanni Luigi Bonelli | Guglielmo Letteri                  |
| 119 | Senza tregua!           | settembre             | Giovanni Luigi Bonelli | Giovanni Luigi Bonelli | Guglielmo Letteri                  |
| 120 | Sulle rive del Pecos    | ottobre               | Giovanni Luigi Bonelli | Giovanni Luigi Bonelli | Guglielmo Letteri / Erio Nicolò    |
| 121 | Dugan, il bandito       | novembre              | Giovanni Luigi Bonelli | Giovanni Luigi Bonelli | Erio Nicolò / Giovanni Ticci       |
| 122 | Sulle piste del Nord    | dicembre              | Giovanni Luigi Bonelli | Giovanni Luigi Bonelli | Giovanni Ticci                     |

## 1971
| Nr. | Titolo                  | Mese di pubblicazione | Soggetto               | Sceneggiatura          | Disegni                            |
| --- | ----------------------- | --------------------- | ---------------------- | ---------------------- | ---------------------------------- |
| 123 | Tamburi di guerra       | gennaio               | Giovanni Luigi Bonelli | Giovanni Luigi Bonelli | Giovanni Ticci                     |
| 124 | Giubbe Rosse            | febbraio              | Giovanni Luigi Bonelli | Giovanni Luigi Bonelli | Giovanni Ticci                     |
| 125 | Il figlio di Mefisto    | marzo                 | Giovanni Luigi Bonelli | Giovanni Luigi Bonelli | Galep                              |
| 126 | I quattro amuleti       | aprile                | Giovanni Luigi Bonelli | Giovanni Luigi Bonelli | Galep                              |
| 127 | Magia nera              | maggio                | Giovanni Luigi Bonelli | Giovanni Luigi Bonelli | Galep                              |
| 128 | Il veliero maledetto    | giugno                | Giovanni Luigi Bonelli | Giovanni Luigi Bonelli | Galep / Erio Nicolò                |
| 129 | Silver Star             | luglio                | Giovanni Luigi Bonelli | Giovanni Luigi Bonelli | Erio Nicolò                        |
| 130 | Il cacciatore di taglie | agosto                | Giovanni Luigi Bonelli | Giovanni Luigi Bonelli | Virgilio Muzzi                     |
| 131 | Wanted                  | settembre             | Giovanni Luigi Bonelli | Giovanni Luigi Bonelli | Virgilio Muzzi / Guglielmo Letteri |
| 132 | Lo sfregiato            | ottobre               | Giovanni Luigi Bonelli | Giovanni Luigi Bonelli | Guglielmo Letteri                  |
| 133 | Conestoga!              | novembre              | Giovanni Luigi Bonelli | Giovanni Luigi Bonelli | Guglielmo Letteri                  |
| 134 | Condor Pass             | dicembre              | Giovanni Luigi Bonelli | Giovanni Luigi Bonelli | Galep / Guglielmo Letteri          |

## 1972
| Nr. | Titolo                 | Mese di pubblicazione | Soggetto               | Sceneggiatura          | Disegni                         |
| --- | ---------------------- | --------------------- | ---------------------- | ---------------------- | ------------------------------- |
| 135 | Diablero!              | gennaio               | Giovanni Luigi Bonelli | Giovanni Luigi Bonelli | Guglielmo Letteri               |
| 136 | La regina della notte  | febbraio              | Giovanni Luigi Bonelli | Giovanni Luigi Bonelli | Guglielmo Letteri               |
| 137 | Il ritorno di Montales | marzo                 | Giovanni Luigi Bonelli | Giovanni Luigi Bonelli | Guglielmo Letteri / Galep       |
| 138 | Tragico assedio        | aprile                | Giovanni Luigi Bonelli | Giovanni Luigi Bonelli | Galep                           |
| 139 | Adiós, amigo!          | maggio                | Giovanni Luigi Bonelli | Giovanni Luigi Bonelli | Galep / Guglielmo Letteri       |
| 140 | Arizona                | giugno                | Giovanni Luigi Bonelli | Giovanni Luigi Bonelli | Guglielmo Letteri               |
| 141 | La trappola            | luglio                | Giovanni Luigi Bonelli | Giovanni Luigi Bonelli | Guglielmo Letteri / Erio Nicolò |
| 142 | In nome della legge    | agosto                | Giovanni Luigi Bonelli | Giovanni Luigi Bonelli | Erio Nicolò                     |
| 143 | La cella della morte   | settembre             | Giovanni Luigi Bonelli | Giovanni Luigi Bonelli | Erio Nicolò                     |
| 144 | Mohaves!               | ottobre               | Giovanni Luigi Bonelli | Giovanni Luigi Bonelli | Erio Nicolò                     |
| 145 | L'ombra del patibolo   | novembre              | Giovanni Luigi Bonelli | Giovanni Luigi Bonelli | Erio Nicolò                     |
| 146 | Terra promessa         | dicembre              | Giovanni Luigi Bonelli | Giovanni Luigi Bonelli | Giovanni Ticci                  |

## 1973
| Nr. | Titolo                 | Mese di pubblicazione | Soggetto               | Sceneggiatura          | Disegni                            |
| --- | ---------------------- | --------------------- | ---------------------- | ---------------------- | ---------------------------------- |
| 147 | Cheyennes              | gennaio               | Giovanni Luigi Bonelli | Giovanni Luigi Bonelli | Giovanni Ticci                     |
| 148 | Kento non perdona      | febbraio              | Giovanni Luigi Bonelli | Giovanni Luigi Bonelli | Giovanni Ticci                     |
| 149 | Trading Post           | marzo                 | Giovanni Luigi Bonelli | Giovanni Luigi Bonelli | Giovanni Ticci / Virgilio Muzzi    |
| 150 | "Sunset" ranch         | aprile                | Giovanni Luigi Bonelli | Giovanni Luigi Bonelli | Virgilio Muzzi                     |
| 151 | L'ultimo poker         | maggio                | Giovanni Luigi Bonelli | Giovanni Luigi Bonelli | Virgilio Muzzi / Guglielmo Letteri |
| 152 | Odio senza fine        | giugno                | Giovanni Luigi Bonelli | Giovanni Luigi Bonelli | Guglielmo Letteri                  |
| 153 | I predoni della sierra | luglio                | Giovanni Luigi Bonelli | Giovanni Luigi Bonelli | Guglielmo Letteri                  |
| 154 | Una campana per Lucero | agosto                | Giovanni Luigi Bonelli | Giovanni Luigi Bonelli | Guglielmo Letteri / Galep          |
| 155 | San Francisco          | settembre             | Giovanni Luigi Bonelli | Giovanni Luigi Bonelli | Galep                              |
| 156 | Lotta sul mare         | ottobre               | Giovanni Luigi Bonelli | Giovanni Luigi Bonelli | Galep / Erio Nicolò                |
| 157 | Il tiranno dell'isola  | novembre              | Giovanni Luigi Bonelli | Giovanni Luigi Bonelli | Erio Nicolò                        |
| 158 | I cacciatori di teste  | dicembre              | Giovanni Luigi Bonelli | Giovanni Luigi Bonelli | Erio Nicolò                        |

## 1974
| Nr. | Titolo                     | Mese di pubblicazione | Soggetto               | Sceneggiatura          | Disegni                         |
| --- | -------------------------- | --------------------- | ---------------------- | ---------------------- | ------------------------------- |
| 159 | Lo sceriffo di Durango     | gennaio               | Giovanni Luigi Bonelli | Giovanni Luigi Bonelli | Erio Nicolò                     |
| 160 | I killers                  | febbraio              | Giovanni Luigi Bonelli | Giovanni Luigi Bonelli | Erio Nicolò / Guglielmo Letteri |
| 161 | Il fiore della morte       | marzo                 | Giovanni Luigi Bonelli | Giovanni Luigi Bonelli | Guglielmo Letteri               |
| 162 | Il ritorno di Yama         | aprile                | Giovanni Luigi Bonelli | Giovanni Luigi Bonelli | Guglielmo Letteri / Galep       |
| 163 | Nel regno dei Maya         | maggio                | Giovanni Luigi Bonelli | Giovanni Luigi Bonelli | Galep                           |
| 164 | La danza del fuoco         | giugno                | Giovanni Luigi Bonelli | Giovanni Luigi Bonelli | Galep / Erio Nicolò             |
| 165 | Apache Kid                 | luglio                | Giovanni Luigi Bonelli | Giovanni Luigi Bonelli | Erio Nicolò                     |
| 166 | La fine dei Comancheros    | agosto                | Giovanni Luigi Bonelli | Giovanni Luigi Bonelli | Erio Nicolò / Giovanni Ticci    |
| 167 | La notte degli assassini   | settembre             | Giovanni Luigi Bonelli | Giovanni Luigi Bonelli | Giovanni Ticci                  |
| 168 | L'idolo di smeraldo        | ottobre               | Giovanni Luigi Bonelli | Giovanni Luigi Bonelli | Giovanni Ticci / Fernando Fusco |
| 169 | La carica dei Navajos      | novembre              | Giovanni Luigi Bonelli | Giovanni Luigi Bonelli | Fernando Fusco / Erio Nicolò    |
| 170 | Sulle tracce di Tom Foster | dicembre              | Giovanni Luigi Bonelli | Giovanni Luigi Bonelli | Erio Nicolò                     |

## 1975
| Nr. | Titolo                     | Mese di pubblicazione | Soggetto               | Sceneggiatura          | Disegni                                 |
| --- | -------------------------- | --------------------- | ---------------------- | ---------------------- | --------------------------------------- |
| 171 | L'indiano bianco           | gennaio               | Giovanni Luigi Bonelli | Giovanni Luigi Bonelli | Erio Nicolò / Guglielmo Letteri         |
| 172 | Il laccio nero             | febbraio              | Giovanni Luigi Bonelli | Giovanni Luigi Bonelli | Guglielmo Letteri                       |
| 173 | L'ora della violenza       | marzo                 | Giovanni Luigi Bonelli | Giovanni Luigi Bonelli | Guglielmo Letteri                       |
| 174 | L'artiglio ha colpito!     | aprile                | Giovanni Luigi Bonelli | Giovanni Luigi Bonelli | Guglielmo Letteri                       |
| 175 | I cacciatori di scalpi     | maggio                | Giovanni Luigi Bonelli | Giovanni Luigi Bonelli | Guglielmo Letteri / Galep               |
| 176 | La città morta             | giugno                | Giovanni Luigi Bonelli | Giovanni Luigi Bonelli | Galep                                   |
| 177 | Fantasmi nel deserto       | luglio                | Giovanni Luigi Bonelli | Giovanni Luigi Bonelli | Erio Nicolò                             |
| 178 | I cavalieri della vendetta | agosto                | Giovanni Luigi Bonelli | Giovanni Luigi Bonelli | Erio Nicolò                             |
| 179 | Assalto al treno           | settembre             | Giovanni Luigi Bonelli | Giovanni Luigi Bonelli | Erio Nicolò / Giovanni Ticci            |
| 180 | Il quinto uomo             | ottobre               | Giovanni Luigi Bonelli | Giovanni Luigi Bonelli | Giovanni Ticci / Galep / Virgilio Muzzi |
| 181 | Una stella per Tex         | novembre              | Giovanni Luigi Bonelli | Giovanni Luigi Bonelli | Galep / Virgilio Muzzi                  |
| 182 | Canyon Diablo              | dicembre              | Giovanni Luigi Bonelli | Giovanni Luigi Bonelli | Galep / Virgilio Muzzi                  |

## 1976
| Nr. | Titolo                   | Mese di pubblicazione | Soggetto                               | Sceneggiatura                          | Disegni                                         |
| --- | ------------------------ | --------------------- | -------------------------------------- | -------------------------------------- | ----------------------------------------------- |
| 183 | Caccia all'uomo          | gennaio               | Giovanni Luigi Bonelli / Guido Nolitta | Giovanni Luigi Bonelli / Guido Nolitta | Galep / Virgilio Muzzi / Fernando Fusco         |
| 184 | Mingo, il ribelle        | febbraio              | Guido Nolitta                          | Guido Nolitta                          | Fernando Fusco                                  |
| 185 | Il giudice Maddox        | marzo                 | Guido Nolitta / Giovanni Luigi Bonelli | Guido Nolitta / Giovanni Luigi Bonelli | Fernando Fusco / Guglielmo Letteri              |
| 186 | L'uomo dai cento volti   | aprile                | Giovanni Luigi Bonelli                 | Giovanni Luigi Bonelli                 | Guglielmo Letteri / Erio Nicolò                 |
| 187 | Il mistero della miniera | maggio                | Giovanni Luigi Bonelli                 | Giovanni Luigi Bonelli                 | Erio Nicolò                                     |
| 188 | Il sentiero dei Broncos  | giugno                | Giovanni Luigi Bonelli                 | Giovanni Luigi Bonelli                 | Erio Nicolò / Alberto Giolitti / Giovanni Ticci |
| 189 | La Mesa degli Scheletri  | luglio                | Giovanni Luigi Bonelli                 | Giovanni Luigi Bonelli                 | Alberto Giolitti / Giovanni Ticci               |
| 190 | El Muerto                | agosto                | Guido Nolitta                          | Guido Nolitta                          | Giovanni Ticci / Galep                          |
| 191 | La Collina degli Stivali | settembre             | Guido Nolitta / Giovanni Luigi Bonelli | Guido Nolitta / Giovanni Luigi Bonelli | Galep                                           |
| 192 | Il tesoro di Victorio    | ottobre               | Giovanni Luigi Bonelli                 | Giovanni Luigi Bonelli                 | Guglielmo Letteri                               |
| 193 | Trapper!                 | novembre              | Giovanni Luigi Bonelli                 | Giovanni Luigi Bonelli                 | Guglielmo Letteri / Erio Nicolò                 |
| 194 | Uomini senza paura       | dicembre              | Giovanni Luigi Bonelli                 | Giovanni Luigi Bonelli                 | Erio Nicolò                                     |

## 1977
| Nr. | Titolo                         | Mese di pubblicazione | Soggetto                               | Sceneggiatura                          | Disegni                            |
| --- | ------------------------------ | --------------------- | -------------------------------------- | -------------------------------------- | ---------------------------------- |
| 195 | La corsa della freccia         | gennaio               | Giovanni Luigi Bonelli                 | Giovanni Luigi Bonelli                 | Erio Nicolò                        |
| 196 | Dakotas!                       | febbraio              | Giovanni Luigi Bonelli                 | Giovanni Luigi Bonelli                 | Erio Nicolò / Guglielmo Letteri    |
| 197 | Gli scorridori del Rio Grande  | marzo                 | Giovanni Luigi Bonelli                 | Giovanni Luigi Bonelli                 | Guglielmo Letteri                  |
| 198 | Nel covo dei banditi           | aprile                | Giovanni Luigi Bonelli                 | Giovanni Luigi Bonelli                 | Guglielmo Letteri                  |
| 199 | A sud di Nogales               | maggio                | Giovanni Luigi Bonelli                 | Giovanni Luigi Bonelli                 | Guglielmo Letteri / Giovanni Ticci |
| 200 | Tex 200 - L'idolo di cristallo | giugno                | Giovanni Luigi Bonelli                 | Giovanni Luigi Bonelli                 | Galep                              |
| 201 | L'oro del Colorado             | luglio                | Giovanni Luigi Bonelli                 | Giovanni Luigi Bonelli                 | Giovanni Ticci                     |
| 202 | Grand Canyon                   | agosto                | Giovanni Luigi Bonelli / Guido Nolitta | Giovanni Luigi Bonelli / Guido Nolitta | Giovanni Ticci / Erio Nicolò       |
| 203 | Il cowboy senza nome           | settembre             | Guido Nolitta                          | Guido Nolitta                          | Erio Nicolò / Fernando Fusco       |
| 204 | I ribelli del Canada           | ottobre               | Guido Nolitta                          | Guido Nolitta                          | Fernando Fusco                     |
| 205 | La rupe nera                   | novembre              | Guido Nolitta                          | Guido Nolitta                          | Fernando Fusco                     |
| 206 | Tortura                        | dicembre              | Guido Nolitta                          | Guido Nolitta                          | Fernando Fusco                     |

## 1978
| Nr. | Titolo                | Mese di pubblicazione | Soggetto                               | Sceneggiatura                          | Disegni                         |
| --- | --------------------- | --------------------- | -------------------------------------- | -------------------------------------- | ------------------------------- |
| 207 | L'aquila e la folgore | gennaio               | Guido Nolitta / Giovanni Luigi Bonelli | Guido Nolitta / Giovanni Luigi Bonelli | Fernando Fusco / Galep          |
| 208 | Un nido di serpenti   | febbraio              | Giovanni Luigi Bonelli                 | Giovanni Luigi Bonelli                 | Galep                           |
| 209 | La casa sul fiume     | marzo                 | Giovanni Luigi Bonelli                 | Giovanni Luigi Bonelli                 | Galep / Erio Nicolò             |
| 210 | Linciaggio!           | aprile                | Giovanni Luigi Bonelli                 | Giovanni Luigi Bonelli                 | Erio Nicolò / Guglielmo Letteri |
| 211 | Tucson!               | maggio                | Giovanni Luigi Bonelli                 | Giovanni Luigi Bonelli                 | Guglielmo Letteri               |
| 212 | Trafficanti di armi   | giugno                | Giovanni Luigi Bonelli                 | Giovanni Luigi Bonelli                 | Guglielmo Letteri               |
| 213 | Attacco notturno      | luglio                | Giovanni Luigi Bonelli                 | Giovanni Luigi Bonelli                 | Guglielmo Letteri               |
| 214 | I due rivali          | agosto                | Giovanni Luigi Bonelli                 | Giovanni Luigi Bonelli                 | Erio Nicolò                     |
| 215 | Santa Cruz            | settembre             | Giovanni Luigi Bonelli                 | Giovanni Luigi Bonelli                 | Erio Nicolò / Giovanni Ticci    |
| 216 | I tre killers         | ottobre               | Giovanni Luigi Bonelli                 | Giovanni Luigi Bonelli                 | Giovanni Ticci                  |
| 217 | La mano del destino   | novembre              | Giovanni Luigi Bonelli                 | Giovanni Luigi Bonelli                 | Giovanni Ticci / Fernando Fusco |
| 218 | Guerra sui pascoli    | dicembre              | Giovanni Luigi Bonelli                 | Giovanni Luigi Bonelli                 | Fernando Fusco                  |

## 1979
| Nr. | Titolo                   | Mese di pubblicazione | Soggetto                               | Sceneggiatura                          | Disegni                            |
| --- | ------------------------ | --------------------- | -------------------------------------- | -------------------------------------- | ---------------------------------- |
| 219 | Requiem per una canaglia | gennaio               | Giovanni Luigi Bonelli                 | Giovanni Luigi Bonelli                 | Fernando Fusco                     |
| 220 | Il complotto             | febbraio              | Giovanni Luigi Bonelli / Guido Nolitta | Giovanni Luigi Bonelli / Guido Nolitta | Guglielmo Letteri / Erio Nicolò    |
| 221 | La foresta dei totem     | marzo                 | Guido Nolitta                          | Guido Nolitta                          | Erio Nicolò                        |
| 222 | L'uomo e la belva        | aprile                | Guido Nolitta                          | Guido Nolitta                          | Erio Nicolò                        |
| 223 | Sasquatch                | maggio                | Guido Nolitta                          | Guido Nolitta                          | Erio Nicolò / Galep                |
| 224 | Missione suicida         | giugno                | Guido Nolitta                          | Guido Nolitta                          | Galep                              |
| 225 | Uccidere o morire        | luglio                | Guido Nolitta                          | Guido Nolitta                          | Galep                              |
| 226 | Taglia: duemila dollari  | agosto                | Guido Nolitta / Giovanni Luigi Bonelli | Guido Nolitta / Giovanni Luigi Bonelli | Galep / Erio Nicolò                |
| 227 | La pista degli Apaches   | settembre             | Giovanni Luigi Bonelli                 | Giovanni Luigi Bonelli                 | Erio Nicolò                        |
| 228 | La piramide misteriosa   | ottobre               | Giovanni Luigi Bonelli                 | Giovanni Luigi Bonelli                 | Guglielmo Letteri                  |
| 229 | L'orribile sortilegio    | novembre              | Giovanni Luigi Bonelli                 | Giovanni Luigi Bonelli                 | Guglielmo Letteri / Fernando Fusco |
| 230 | Il Clan dei Cubani       | dicembre              | Giovanni Luigi Bonelli                 | Giovanni Luigi Bonelli                 | Fernando Fusco                     |

## 1980
| Nr. | Titolo                 | Mese di pubblicazione | Soggetto                               | Sceneggiatura                          | Disegni                            |
| --- | ---------------------- | --------------------- | -------------------------------------- | -------------------------------------- | ---------------------------------- |
| 231 | L'Isola dei Morti      | gennaio               | Giovanni Luigi Bonelli                 | Giovanni Luigi Bonelli                 | Fernando Fusco                     |
| 232 | La Maschera di Ferro   | febbraio              | Giovanni Luigi Bonelli                 | Giovanni Luigi Bonelli                 | Fernando Fusco / Guglielmo Letteri |
| 233 | Scacco matto           | marzo                 | Giovanni Luigi Bonelli                 | Giovanni Luigi Bonelli                 | Guglielmo Letteri / Giovanni Ticci |
| 234 | Gli eroi di Devil Pass | aprile                | Giovanni Luigi Bonelli                 | Giovanni Luigi Bonelli                 | Giovanni Ticci                     |
| 235 | Fuochi nella notte     | maggio                | Giovanni Luigi Bonelli                 | Giovanni Luigi Bonelli                 | Giovanni Ticci                     |
| 236 | Il cerchio di sangue   | giugno                | Giovanni Luigi Bonelli / Guido Nolitta | Giovanni Luigi Bonelli / Guido Nolitta | Giovanni Ticci / Erio Nicolò       |
| 237 | Contro tutti           | luglio                | Guido Nolitta                          | Guido Nolitta                          | Erio Nicolò                        |
| 238 | Mercanti di morte      | agosto                | Guido Nolitta                          | Guido Nolitta                          | Erio Nicolò                        |
| 239 | A carte scoperte       | settembre             | Guido Nolitta / Giovanni Luigi Bonelli | Guido Nolitta / Giovanni Luigi Bonelli | Erio Nicolò / Guglielmo Letteri    |
| 240 | Ombre del passato      | ottobre               | Giovanni Luigi Bonelli                 | Giovanni Luigi Bonelli                 | Guglielmo Letteri                  |
| 241 | Ore disperate          | novembre              | Giovanni Luigi Bonelli                 | Giovanni Luigi Bonelli                 | Fernando Fusco                     |
| 242 | I quattro evasi        | dicembre              | Giovanni Luigi Bonelli / Guido Nolitta | Giovanni Luigi Bonelli / Guido Nolitta | Fernando Fusco / Galep             |

## 1981
| Nr. | Titolo                   | Mese di pubblicazione | Soggetto                               | Sceneggiatura                          | Disegni                            |
| --- | ------------------------ | --------------------- | -------------------------------------- | -------------------------------------- | ---------------------------------- |
| 243 | Il segno di Cruzado      | gennaio               | Guido Nolitta                          | Guido Nolitta                          | Galep                              |
| 244 | I cacciatori e la preda  | febbraio              | Guido Nolitta                          | Guido Nolitta                          | Galep                              |
| 245 | Sentiero senza ritorno   | marzo                 | Guido Nolitta / Giovanni Luigi Bonelli | Guido Nolitta / Giovanni Luigi Bonelli | Erio Nicolò                        |
| 246 | Il figlio di Cochise     | aprile                | Giovanni Luigi Bonelli                 | Giovanni Luigi Bonelli                 | Erio Nicolò                        |
| 247 | Sfida nel canyon         | maggio                | Giovanni Luigi Bonelli                 | Giovanni Luigi Bonelli                 | Erio Nicolò / Francesco Gamba      |
| 248 | Il marchio di Satana     | giugno                | Giovanni Luigi Bonelli                 | Giovanni Luigi Bonelli                 | Fernando Fusco                     |
| 249 | Furia infernale          | luglio                | Giovanni Luigi Bonelli                 | Giovanni Luigi Bonelli                 | Fernando Fusco                     |
| 250 | Il solitario del West    | agosto                | Guido Nolitta                          | Guido Nolitta                          | Giovanni Ticci                     |
| 251 | Giungla crudele          | settembre             | Guido Nolitta                          | Guido Nolitta                          | Giovanni Ticci                     |
| 252 | Il volto del traditore   | ottobre               | Guido Nolitta                          | Guido Nolitta                          | Giovanni Ticci                     |
| 253 | Artigli nelle tenebre    | novembre              | Guido Nolitta                          | Guido Nolitta                          | Guglielmo Letteri                  |
| 254 | La scogliera dell'orrore | dicembre              | Guido Nolitta                          | Guido Nolitta                          | Guglielmo Letteri / Fernando Fusco |

## 1982
| Nr. | Titolo                 | Mese di pubblicazione | Soggetto                               | Sceneggiatura                          | Disegni                            |
| --- | ---------------------- | --------------------- | -------------------------------------- | -------------------------------------- | ---------------------------------- |
| 255 | La valle infuocata     | gennaio               | Guido Nolitta                          | Guido Nolitta                          | Fernando Fusco                     |
| 256 | Indian Agency          | febbraio              | Guido Nolitta / Giovanni Luigi Bonelli | Guido Nolitta / Giovanni Luigi Bonelli | Fernando Fusco / Guglielmo Letteri |
| 257 | La pista nel cielo     | marzo                 | Giovanni Luigi Bonelli                 | Giovanni Luigi Bonelli                 | Guglielmo Letteri / Erio Nicolò    |
| 258 | Salto nel vuoto        | aprile                | Giovanni Luigi Bonelli                 | Giovanni Luigi Bonelli                 | Erio Nicolò                        |
| 259 | Sete di vendetta       | maggio                | Giovanni Luigi Bonelli                 | Giovanni Luigi Bonelli                 | Erio Nicolò / Giovanni Ticci       |
| 260 | Segnali di fumo        | giugno                | Giovanni Luigi Bonelli                 | Giovanni Luigi Bonelli                 | Giovanni Ticci                     |
| 261 | La freccia spezzata    | luglio                | Giovanni Luigi Bonelli / Guido Nolitta | Giovanni Luigi Bonelli / Guido Nolitta | Giovanni Ticci / Erio Nicolò       |
| 262 | Le colline della paura | agosto                | Giovanni Luigi Bonelli / Guido Nolitta | Giovanni Luigi Bonelli / Guido Nolitta | Erio Nicolò / Vincenzo Monti       |
| 263 | Le terre calde         | settembre             | Giovanni Luigi Bonelli                 | Giovanni Luigi Bonelli                 | Vincenzo Monti                     |
| 264 | Inchiesta pericolosa   | ottobre               | Giovanni Luigi Bonelli                 | Giovanni Luigi Bonelli                 | Vincenzo Monti / Giovanni Ticci    |
| 265 | L'ombra di Mefisto     | novembre              | Giovanni Luigi Bonelli                 | Giovanni Luigi Bonelli                 | Giovanni Ticci / Galep             |
| 266 | La strega              | dicembre              | Giovanni Luigi Bonelli                 | Giovanni Luigi Bonelli                 | Galep                              |

## 1983
| Nr. | Titolo                        | Mese di pubblicazione | Soggetto                               | Sceneggiatura                          | Disegni                            |
| --- | ----------------------------- | --------------------- | -------------------------------------- | -------------------------------------- | ---------------------------------- |
| 267 | Tex contro Yama               | gennaio               | Giovanni Luigi Bonelli                 | Giovanni Luigi Bonelli                 | Galep                              |
| 268 | I Figli del Sole              | febbraio              | Giovanni Luigi Bonelli                 | Giovanni Luigi Bonelli                 | Galep                              |
| 269 | Il segreto della Sierra Madre | marzo                 | Giovanni Luigi Bonelli                 | Giovanni Luigi Bonelli                 | Guglielmo Letteri                  |
| 270 | Il sepolcro azteco            | aprile                | Giovanni Luigi Bonelli                 | Giovanni Luigi Bonelli                 | Guglielmo Letteri / Vincenzo Monti |
| 271 | Bandoleros!                   | maggio                | Giovanni Luigi Bonelli / Guido Nolitta | Giovanni Luigi Bonelli / Guido Nolitta | Vincenzo Monti / Giovanni Ticci    |
| 272 | Il disertore                  | giugno                | Guido Nolitta                          | Guido Nolitta                          | Giovanni Ticci                     |
| 273 | Alleati pericolosi            | luglio                | Guido Nolitta / Claudio Nizzi          | Guido Nolitta / Claudio Nizzi          | Giovanni Ticci / Erio Nicolò       |
| 274 | Un diabolico intrigo          | agosto                | Claudio Nizzi / Giovanni Luigi Bonelli | Claudio Nizzi / Giovanni Luigi Bonelli | Erio Nicolò / Fernando Fusco       |
| 275 | Dinamite                      | settembre             | Giovanni Luigi Bonelli                 | Giovanni Luigi Bonelli                 | Fernando Fusco                     |
| 276 | La grande minaccia            | ottobre               | Guido Nolitta                          | Guido Nolitta                          | Galep                              |
| 277 | Il vendicatore mascherato     | novembre              | Guido Nolitta / Giovanni Luigi Bonelli | Guido Nolitta / Giovanni Luigi Bonelli | Galep / Guglielmo Letteri          |
| 278 | La foresta pietrificata       | dicembre              | Giovanni Luigi Bonelli                 | Giovanni Luigi Bonelli                 | Guglielmo Letteri                  |

## 1984
| Nr. | Titolo                        | Mese di pubblicazione | Soggetto                               | Sceneggiatura                          | Disegni                                       |
| --- | ----------------------------- | --------------------- | -------------------------------------- | -------------------------------------- | --------------------------------------------- |
| 279 | Cavalcata selvaggia           | gennaio               | Giovanni Luigi Bonelli / Claudio Nizzi | Giovanni Luigi Bonelli / Claudio Nizzi | Guglielmo Letteri / Fernando Fusco            |
| 280 | Il ritorno del Carnicero      | febbraio              | Claudio Nizzi                          | Claudio Nizzi                          | Fernando Fusco                                |
| 281 | Il giustiziere                | marzo                 | Claudio Nizzi                          | Claudio Nizzi                          | Fernando Fusco                                |
| 282 | Un mondo perduto              | aprile                | Giovanni Luigi Bonelli                 | Giovanni Luigi Bonelli                 | Vincenzo Monti / Erio Nicolò                  |
| 283 | Il carro di fuoco             | maggio                | Giovanni Luigi Bonelli                 | Giovanni Luigi Bonelli                 | Vincenzo Monti / Erio Nicolò / Giovanni Ticci |
| 284 | Geronimo!                     | giugno                | Giovanni Luigi Bonelli                 | Giovanni Luigi Bonelli                 | Giovanni Ticci                                |
| 285 | Un ranger del Texas           | luglio                | Giovanni Luigi Bonelli / Claudio Nizzi | Giovanni Luigi Bonelli / Claudio Nizzi | Giovanni Ticci / Guglielmo Letteri            |
| 286 | I delitti del lago ghiacciato | agosto                | Claudio Nizzi                          | Claudio Nizzi                          | Guglielmo Letteri                             |
| 287 | L'uomo nell'ombra             | settembre             | Claudio Nizzi                          | Claudio Nizzi                          | Guglielmo Letteri / Galep                     |
| 288 | Grido di guerra               | ottobre               | Guido Nolitta                          | Guido Nolitta                          | Galep                                         |
| 289 | La vendetta di Tiger Jack     | novembre              | Guido Nolitta                          | Guido Nolitta                          | Galep / Fernando Fusco                        |
| 290 | I dominatori della valle      | dicembre              | Guido Nolitta                          | Guido Nolitta                          | Fernando Fusco                                |

## 1985
| Nr. | Titolo                       | Mese di pubblicazione | Soggetto                               | Sceneggiatura                          | Disegni                             |
| --- | ---------------------------- | --------------------- | -------------------------------------- | -------------------------------------- | ----------------------------------- |
| 291 | Il colonnello Watson         | gennaio               | Guido Nolitta                          | Guido Nolitta                          | Fernando Fusco                      |
| 292 | Uno sporco imbroglio         | febbraio              | Guido Nolitta / Giovanni Luigi Bonelli | Guido Nolitta / Giovanni Luigi Bonelli | Fernando Fusco / Vincenzo Monti     |
| 293 | Gli ostaggi                  | marzo                 | Giovanni Luigi Bonelli / Claudio Nizzi | Giovanni Luigi Bonelli / Claudio Nizzi | Vincenzo Monti / Fabio Civitelli    |
| 294 | Fuoco incrociato             | aprile                | Claudio Nizzi                          | Claudio Nizzi                          | Fabio Civitelli                     |
| 295 | Il passaggio segreto         | maggio                | Claudio Nizzi / Giovanni Luigi Bonelli | Claudio Nizzi / Giovanni Luigi Bonelli | Fabio Civitelli / Guglielmo Letteri |
| 296 | Luna Comanche                | giugno                | Giovanni Luigi Bonelli / Claudio Nizzi | Giovanni Luigi Bonelli / Claudio Nizzi | Guglielmo Letteri / Vincenzo Monti  |
| 297 | Gli avvoltoi                 | luglio                | Claudio Nizzi                          | Claudio Nizzi                          | Vincenzo Monti / Giovanni Ticci     |
| 298 | Territorio nemico            | agosto                | Claudio Nizzi                          | Claudio Nizzi                          | Giovanni Ticci                      |
| 299 | Fuga da Anderville           | settembre             | Claudio Nizzi                          | Claudio Nizzi                          | Giovanni Ticci                      |
| 300 | Tex 300 - La lancia di fuoco | ottobre               | Giovanni Luigi Bonelli                 | Giovanni Luigi Bonelli                 | Galep                               |
| 301 | La locanda dei fantasmi      | novembre              | Claudio Nizzi                          | Claudio Nizzi                          | Guglielmo Letteri                   |
| 302 | La porta chiusa              | dicembre              | Claudio Nizzi                          | Claudio Nizzi                          | Guglielmo Letteri / Fernando Fusco  |

## 1986
| Nr. | Titolo                        | Mese di pubblicazione | Soggetto                                               | Sceneggiatura                                          | Disegni                          |
| --- | ----------------------------- | --------------------- | ------------------------------------------------------ | ------------------------------------------------------ | -------------------------------- |
| 303 | Messaggero di morte           | gennaio               | Claudio Nizzi                                          | Claudio Nizzi                                          | Fernando Fusco                   |
| 304 | Aquila della notte            | febbraio              | Claudio Nizzi                                          | Claudio Nizzi                                          | Fernando Fusco / Fabio Civitelli |
| 305 | La taverna sul porto          | marzo                 | Claudio Nizzi                                          | Claudio Nizzi                                          | Fabio Civitelli                  |
| 306 | I cospiratori                 | aprile                | Claudio Nizzi                                          | Claudio Nizzi                                          | Fabio Civitelli                  |
| 307 | Il giorno della paura         | maggio                | Claudio Nizzi                                          | Claudio Nizzi                                          | Fabio Civitelli / Jesús Blasco   |
| 308 | Il ritorno della Mano Rossa   | giugno                | Claudio Nizzi                                          | Claudio Nizzi                                          | Jesús Blasco                     |
| 309 | Acqua alla gola               | luglio                | Claudio Nizzi / Giovanni Luigi Bonelli / Mauro Boselli | Claudio Nizzi / Giovanni Luigi Bonelli / Mauro Boselli | Jesús Blasco / Guglielmo Letteri |
| 310 | La minaccia invisibile        | agosto                | Mauro Boselli                                          | Giovanni Luigi Bonelli                                 | Guglielmo Letteri                |
| 311 | Il ranch degli uomini perduti | settembre             | Giovanni Luigi Bonelli                                 | Giovanni Luigi Bonelli                                 | Claudio Villa                    |
| 312 | Gli strangolatori             | ottobre               | Giovanni Luigi Bonelli / Claudio Nizzi                 | Giovanni Luigi Bonelli / Claudio Nizzi                 | Claudio Villa / Galep            |
| 313 | La caverna dei Thugs          | novembre              | Claudio Nizzi                                          | Claudio Nizzi                                          | Galep                            |
| 314 | Labirinto mortale             | dicembre              | Claudio Nizzi                                          | Claudio Nizzi                                          | Galep / Fernando Fusco           |

## 1987
| Nr. | Titolo                    | Mese di pubblicazione | Soggetto                               | Sceneggiatura                          | Disegni                            |
| --- | ------------------------- | --------------------- | -------------------------------------- | -------------------------------------- | ---------------------------------- |
| 315 | Sangue sul fiume          | gennaio               | Claudio Nizzi                          | Claudio Nizzi                          | Fernando Fusco                     |
| 316 | Il bisonte bianco         | febbraio              | Claudio Nizzi                          | Claudio Nizzi                          | Fernando Fusco / Guglielmo Letteri |
| 317 | L'inafferrabile Proteus   | marzo                 | Claudio Nizzi                          | Claudio Nizzi                          | Guglielmo Letteri / Giovanni Ticci |
| 318 | Imboscata al Black Canyon | aprile                | Claudio Nizzi                          | Claudio Nizzi                          | Giovanni Ticci                     |
| 319 | Il ragazzo selvaggio      | maggio                | Claudio Nizzi / Giovanni Luigi Bonelli | Claudio Nizzi / Giovanni Luigi Bonelli | Giovanni Ticci / Fabio Civitelli   |
| 320 | Gringos!                  | giugno                | Giovanni Luigi Bonelli                 | Giovanni Luigi Bonelli                 | Fabio Civitelli                    |
| 321 | L'arma del massacro       | luglio                | Giovanni Luigi Bonelli / Claudio Nizzi | Giovanni Luigi Bonelli / Claudio Nizzi | Fabio Civitelli / Vincenzo Monti   |
| 322 | Il pueblo nascosto        | agosto                | Claudio Nizzi                          | Claudio Nizzi                          | Vincenzo Monti                     |
| 323 | La città corrotta         | settembre             | Giovanni Luigi Bonelli                 | Giovanni Luigi Bonelli                 | Fabio Civitelli                    |
| 324 | Attentato a Washington    | ottobre               | Claudio Nizzi                          | Claudio Nizzi                          | Guglielmo Letteri                  |
| 325 | La morte scende dal cielo | novembre              | Claudio Nizzi                          | Claudio Nizzi                          | Guglielmo Letteri                  |
| 326 | Bersaglio Tex Willer      | dicembre              | Claudio Nizzi                          | Claudio Nizzi                          | Guglielmo Letteri / Jesús Blasco   |

## 1988
| Nr. | Titolo                             | Mese di pubblicazione | Soggetto      | Sceneggiatura | Disegni                         |
| --- | ---------------------------------- | --------------------- | ------------- | ------------- | ------------------------------- |
| 327 | I rapinatori del Missouri          | gennaio               | Claudio Nizzi | Claudio Nizzi | Jesús Blasco                    |
| 328 | Il mulino abbandonato              | febbraio              | Claudio Nizzi | Claudio Nizzi | Jesús Blasco / Claudio Villa    |
| 329 | Gli spiriti del deserto            | marzo                 | Claudio Nizzi | Claudio Nizzi | Claudio Villa                   |
| 330 | Il fiume sotterraneo               | aprile                | Claudio Nizzi | Claudio Nizzi | Claudio Villa / Fernando Fusco  |
| 331 | Nelle paludi della Louisiana       | maggio                | Claudio Nizzi | Claudio Nizzi | Fernando Fusco                  |
| 332 | Acque mortali                      | giugno                | Claudio Nizzi | Claudio Nizzi | Fernando Fusco                  |
| 333 | La notte degli agguati             | luglio                | Claudio Nizzi | Claudio Nizzi | Fernando Fusco / Giovanni Ticci |
| 334 | La leggenda della vecchia missione | agosto                | Claudio Nizzi | Claudio Nizzi | Giovanni Ticci                  |
| 335 | La maledizione di Escondida        | settembre             | Claudio Nizzi | Claudio Nizzi | Giovanni Ticci                  |
| 336 | La miniera del terrore             | ottobre               | Claudio Nizzi | Claudio Nizzi | Guglielmo Letteri               |
| 337 | L'Uomo Serpente                    | novembre              | Claudio Nizzi | Claudio Nizzi | Guglielmo Letteri               |
| 338 | Prova d'accusa                     | dicembre              | Claudio Nizzi | Claudio Nizzi | Guglielmo Letteri / Galep       |

## 1989
| Nr. | Titolo                      | Mese di pubblicazione | Soggetto                               | Sceneggiatura                          | Disegni                            |
| --- | --------------------------- | --------------------- | -------------------------------------- | -------------------------------------- | ---------------------------------- |
| 339 | I Diavoli Rossi             | gennaio               | Claudio Nizzi                          | Claudio Nizzi                          | Galep                              |
| 340 | Senza via di scampo         | febbraio              | Claudio Nizzi / Giovanni Luigi Bonelli | Claudio Nizzi / Giovanni Luigi Bonelli | Galep / Guglielmo Letteri          |
| 341 | Terra violenta              | marzo                 | Giovanni Luigi Bonelli / Claudio Nizzi | Giovanni Luigi Bonelli / Claudio Nizzi | Guglielmo Letteri / Vincenzo Monti |
| 342 | Polizia indiana             | aprile                | Claudio Nizzi                          | Claudio Nizzi                          | Vincenzo Monti                     |
| 343 | West Fork                   | maggio                | Claudio Nizzi                          | Claudio Nizzi                          | Vincenzo Monti / Fernando Fusco    |
| 344 | Le rapide del Red River     | giugno                | Claudio Nizzi                          | Claudio Nizzi                          | Fernando Fusco                     |
| 345 | La tana del killer          | luglio                | Claudio Nizzi                          | Claudio Nizzi                          | Fernando Fusco                     |
| 346 | I predatori del Grande Nord | agosto                | Claudio Nizzi                          | Claudio Nizzi                          | Fernando Fusco / Fabio Civitelli   |
| 347 | Zhenda!                     | settembre             | Claudio Nizzi                          | Claudio Nizzi                          | Fabio Civitelli                    |
| 348 | La roccia del corvo         | ottobre               | Claudio Nizzi                          | Claudio Nizzi                          | Fabio Civitelli                    |
| 349 | Abissi                      | novembre              | Claudio Nizzi                          | Claudio Nizzi                          | Fabio Civitelli                    |
| 350 | La croce fiammeggiante      | dicembre              | Claudio Nizzi                          | Claudio Nizzi                          | Raffaele Della Monica              |

## 1990
| Nr. | Titolo                         | Mese di pubblicazione | Soggetto      | Sceneggiatura | Disegni                              |
| --- | ------------------------------ | --------------------- | ------------- | ------------- | ------------------------------------ |
| 351 | La setta dei Tre K             | gennaio               | Claudio Nizzi | Claudio Nizzi | Raffaele Della Monica / Jesús Blasco |
| 352 | La banda del teschio           | febbraio              | Claudio Nizzi | Claudio Nizzi | Jesús Blasco                         |
| 353 | Il covo nella palude           | marzo                 | Claudio Nizzi | Claudio Nizzi | Jesús Blasco                         |
| 354 | La congiura                    | aprile                | Claudio Nizzi | Claudio Nizzi | Claudio Villa                        |
| 355 | Alcatraz!                      | maggio                | Claudio Nizzi | Claudio Nizzi | Claudio Villa                        |
| 356 | Il prigioniero dell'"Albatros" | giugno                | Claudio Nizzi | Claudio Nizzi | Claudio Villa                        |
| 357 | La mano nella roccia           | luglio                | Claudio Nizzi | Claudio Nizzi | Claudio Villa / Alberto Giolitti     |
| 358 | Il tesoro della città perduta  | agosto                | Claudio Nizzi | Claudio Nizzi | Alberto Giolitti / Giovanni Ticci    |
| 359 | Sioux                          | settembre             | Claudio Nizzi | Claudio Nizzi | Giovanni Ticci                       |
| 360 | Le Colline del Vento           | ottobre               | Claudio Nizzi | Claudio Nizzi | Giovanni Ticci                       |
| 361 | La montagna sacra              | novembre              | Claudio Nizzi | Claudio Nizzi | Giovanni Ticci                       |
| 362 | Desperados                     | dicembre              | Claudio Nizzi | Claudio Nizzi | Giovanni Ticci / Vincenzo Monti      |

## 1991
| Nr. | Titolo                    | Mese di pubblicazione | Soggetto               | Sceneggiatura          | Disegni                                    |
| --- | ------------------------- | --------------------- | ---------------------- | ---------------------- | ------------------------------------------ |
| 363 | Orme sulla sabbia         | gennaio               | Claudio Nizzi          | Claudio Nizzi          | Vincenzo Monti                             |
| 364 | Il medaglione spagnolo    | febbraio              | Giovanni Luigi Bonelli | Giovanni Luigi Bonelli | Guglielmo Letteri                          |
| 365 | L'uomo con la frusta      | marzo                 | Claudio Nizzi          | Claudio Nizzi          | Fernando Fusco                             |
| 366 | Appuntamento con la morte | aprile                | Claudio Nizzi          | Claudio Nizzi          | Fernando Fusco                             |
| 367 | Agguato nella miniera     | maggio                | Claudio Nizzi          | Claudio Nizzi          | Fernando Fusco / Fabio Civitelli           |
| 368 | Lampi sul Messico         | giugno                | Claudio Nizzi          | Claudio Nizzi          | Fabio Civitelli                            |
| 369 | Chihuahua!                | luglio                | Claudio Nizzi          | Claudio Nizzi          | Fabio Civitelli / Jesús Blasco             |
| 370 | Ladri di bestiame         | agosto                | Claudio Nizzi          | Claudio Nizzi          | Jesús Blasco                               |
| 371 | La spia                   | settembre             | Claudio Nizzi          | Claudio Nizzi          | Jesús Blasco / Carlo Raffaele Marcello     |
| 372 | Thonga il tiranno         | ottobre               | Claudio Nizzi          | Claudio Nizzi          | Carlo Raffaele Marcello                    |
| 373 | Falso allarme             | novembre              | Claudio Nizzi          | Claudio Nizzi          | Carlo Raffaele Marcello / Alberto Giolitti |
| 374 | La pistola nascosta       | dicembre              | Claudio Nizzi          | Claudio Nizzi          | Alberto Giolitti                           |

## 1992
| Nr. | Titolo                  | Mese di pubblicazione | Soggetto      | Sceneggiatura | Disegni                        |
| --- | ----------------------- | --------------------- | ------------- | ------------- | ------------------------------ |
| 375 | Oltre la frontiera      | gennaio               | Claudio Nizzi | Claudio Nizzi | Raffaele Della Monica          |
| 376 | Rancho Dorado           | febbraio              | Claudio Nizzi | Claudio Nizzi | Raffaele Della Monica          |
| 377 | Soldati a cavallo       | marzo                 | Claudio Nizzi | Claudio Nizzi | Galep                          |
| 378 | Giustizia per i Navajos | aprile                | Claudio Nizzi | Claudio Nizzi | Galep / Fernando Fusco         |
| 379 | Guerriero Apache        | maggio                | Claudio Nizzi | Claudio Nizzi | Fernando Fusco                 |
| 380 | La legge della Colt     | giugno                | Claudio Nizzi | Claudio Nizzi | Fernando Fusco                 |
| 381 | Il regno del silenzio   | luglio                | Claudio Nizzi | Claudio Nizzi | Fernando Fusco / Claudio Villa |
| 382 | La Tigre Nera           | agosto                | Claudio Nizzi | Claudio Nizzi | Claudio Villa                  |
| 383 | La fortezza malese      | settembre             | Claudio Nizzi | Claudio Nizzi | Claudio Villa                  |
| 384 | Percorso infernale      | ottobre               | Claudio Nizzi | Claudio Nizzi | Claudio Villa / Giovanni Ticci |
| 385 | Furia rossa             | novembre              | Claudio Nizzi | Claudio Nizzi | Giovanni Ticci                 |
| 386 | Il supplizio            | dicembre              | Claudio Nizzi | Claudio Nizzi | Giovanni Ticci                 |

## 1993
| Nr. | Titolo                           | Mese di pubblicazione | Soggetto                      | Sceneggiatura                 | Disegni                            |
| --- | -------------------------------- | --------------------- | ----------------------------- | ----------------------------- | ---------------------------------- |
| 387 | Tempo di uccidere                | gennaio               | Claudio Nizzi / Guido Nolitta | Claudio Nizzi / Guido Nolitta | Giovanni Ticci / Guglielmo Letteri |
| 388 | Il segreto del Morisco           | febbraio              | Guido Nolitta                 | Guido Nolitta                 | Guglielmo Letteri                  |
| 389 | Gli Uomini Giaguaro              | marzo                 | Guido Nolitta                 | Guido Nolitta                 | Guglielmo Letteri                  |
| 390 | Il dio azteco                    | aprile                | Guido Nolitta                 | Guido Nolitta                 | Guglielmo Letteri                  |
| 391 | Il villaggio dei dannati         | maggio                | Guido Nolitta                 | Guido Nolitta                 | Guglielmo Letteri                  |
| 392 | Sacrificio umano                 | giugno                | Guido Nolitta                 | Guido Nolitta                 | Guglielmo Letteri                  |
| 393 | Intrigo a Santa Fe               | luglio                | Claudio Nizzi                 | Claudio Nizzi                 | Fabio Civitelli                    |
| 394 | Una pallottola per il Presidente | agosto                | Claudio Nizzi                 | Claudio Nizzi                 | Fabio Civitelli                    |
| 395 | Il testimone                     | settembre             | Claudio Nizzi                 | Claudio Nizzi                 | Fabio Civitelli / Vincenzo Monti   |
| 396 | Patto criminale                  | ottobre               | Claudio Nizzi                 | Claudio Nizzi                 | Vincenzo Monti                     |
| 397 | Una lama nel buio                | novembre              | Claudio Nizzi                 | Claudio Nizzi                 | Vincenzo Monti / Jesús Blasco      |
| 398 | Topeka!                          | dicembre              | Claudio Nizzi                 | Claudio Nizzi                 | Jesús Blasco                       |

## 1994
| Nr. | Titolo                           | Mese di pubblicazione | Soggetto                                     | Sceneggiatura                                | Disegni                          |
| --- | -------------------------------- | --------------------- | -------------------------------------------- | -------------------------------------------- | -------------------------------- |
| 399 | La lettera bruciata              | gennaio               | Claudio Nizzi                                | Claudio Nizzi                                | Jesús Blasco / Fernando Fusco    |
| 400 | Tex 400 - La voce nella tempesta | febbraio              | Claudio Nizzi                                | Claudio Nizzi                                | Galep                            |
| 401 | L'oro di Klaatu                  | marzo                 | Decio Canzio                                 | Decio Canzio                                 | Fernando Fusco                   |
| 402 | Sangue sulla neve                | aprile                | Decio Canzio                                 | Decio Canzio                                 | Fernando Fusco                   |
| 403 | Bande rivali                     | maggio                | Decio Canzio / Michele Medda                 | Decio Canzio / Michele Medda                 | Fernando Fusco / Jesús Blasco    |
| 404 | Il seme dell'odio                | giugno                | Michele Medda                                | Michele Medda                                | Jesús Blasco                     |
| 405 | Il messaggio cifrato             | luglio                | Michele Medda / Decio Canzio / Claudio Nizzi | Michele Medda / Decio Canzio / Claudio Nizzi | Jesús Blasco / Guglielmo Letteri |
| 406 | Uomini crudeli                   | agosto                | Decio Canzio / Claudio Nizzi                 | Decio Canzio / Claudio Nizzi                 | Guglielmo Letteri                |
| 407 | Il passato di Carson             | settembre             | Mauro Boselli                                | Mauro Boselli                                | Carlo Raffaele Marcello          |
| 408 | I fuorilegge del Montana         | ottobre               | Mauro Boselli                                | Mauro Boselli                                | Carlo Raffaele Marcello          |
| 409 | Ultimo scontro a Bannock         | novembre              | Mauro Boselli                                | Mauro Boselli                                | Carlo Raffaele Marcello          |
| 410 | Orrore!                          | dicembre              | Michele Medda                                | Michele Medda                                | Guglielmo Letteri                |

## 1995
| Nr. | Titolo                      | Mese di pubblicazione | Soggetto                      | Sceneggiatura                 | Disegni                                   |
| --- | --------------------------- | --------------------- | ----------------------------- | ----------------------------- | ----------------------------------------- |
| 411 | Il nemico senza volto       | gennaio               | Michele Medda                 | Michele Medda                 | Guglielmo Letteri                         |
| 412 | Yukon selvaggio             | febbraio              | Claudio Nizzi                 | Claudio Nizzi                 | Fernando Fusco                            |
| 413 | La prigioniera del faro     | marzo                 | Claudio Nizzi                 | Claudio Nizzi                 | Fernando Fusco                            |
| 414 | Il risveglio del vulcano    | aprile                | Claudio Nizzi                 | Claudio Nizzi                 | Fernando Fusco / Fabio Civitelli          |
| 415 | Delitto nel porto           | maggio                | Claudio Nizzi                 | Claudio Nizzi                 | Fabio Civitelli                           |
| 416 | I contrabbandieri           | giugno                | Claudio Nizzi / Mauro Boselli | Claudio Nizzi / Mauro Boselli | Fabio Civitelli / Carlo Raffaele Marcello |
| 417 | Cercatori di piste          | luglio                | Mauro Boselli                 | Mauro Boselli                 | Carlo Raffaele Marcello                   |
| 418 | Morte sul fiume             | agosto                | Mauro Boselli                 | Mauro Boselli                 | Carlo Raffaele Marcello                   |
| 419 | Sul sentiero della vendetta | settembre             | Claudio Nizzi                 | Claudio Nizzi                 | Vincenzo Monti                            |
| 420 | Mille dollari per morire    | ottobre               | Claudio Nizzi / Mauro Boselli | Claudio Nizzi / Mauro Boselli | Vincenzo Monti / Guglielmo Letteri        |
| 421 | La minaccia nel deserto     | novembre              | Mauro Boselli                 | Mauro Boselli                 | Guglielmo Letteri                         |
| 422 | Terrore a Silver Bell       | dicembre              | Mauro Boselli                 | Mauro Boselli                 | Guglielmo Letteri                         |

## 1996
| Nr. | Titolo                 | Mese di pubblicazione | Soggetto                      | Sceneggiatura                 | Disegni                                  |
| --- | ---------------------- | --------------------- | ----------------------------- | ----------------------------- | ---------------------------------------- |
| 423 | L'uomo senza passato   | gennaio               | Claudio Nizzi                 | Claudio Nizzi                 | Claudio Villa                            |
| 424 | Nella terra degli Utes | febbraio              | Claudio Nizzi                 | Claudio Nizzi                 | Claudio Villa                            |
| 425 | Sfida infernale        | marzo                 | Claudio Nizzi                 | Claudio Nizzi                 | Claudio Villa / Carlo Marcello           |
| 426 | Yucatan!               | aprile                | Claudio Nizzi                 | Claudio Nizzi                 | Carlo Raffaele Marcello                  |
| 427 | Il pozzo dei sacrifici | maggio                | Claudio Nizzi                 | Claudio Nizzi                 | Carlo Raffaele Marcello                  |
| 428 | I lupi del Colorado    | giugno                | Claudio Nizzi                 | Claudio Nizzi                 | Carlo Raffaele Marcello / Fernando Fusco |
| 429 | Morte di un amico      | luglio                | Claudio Nizzi                 | Claudio Nizzi                 | Fernando Fusco                           |
| 430 | Gli uccisori           | agosto                | Claudio Nizzi                 | Claudio Nizzi                 | Vincenzo Monti                           |
| 431 | La strage di Red Hill  | settembre             | Claudio Nizzi / Guido Nolitta | Claudio Nizzi / Guido Nolitta | Vincenzo Monti / Alberto Giolitti        |
| 432 | Polizia a cavallo      | ottobre               | Guido Nolitta                 | Guido Nolitta                 | Alberto Giolitti / Giovanni Ticci        |
| 433 | Due pistole per Jason  | novembre              | Guido Nolitta                 | Guido Nolitta                 | Alberto Giolitti / Giovanni Ticci        |
| 434 | Assalto al forte       | dicembre              | Guido Nolitta                 | Guido Nolitta                 | Giovanni Ticci                           |

## 1997
| Nr. | Titolo                         | Mese di pubblicazione | Soggetto                      | Sceneggiatura                 | Disegni                                   |
| --- | ------------------------------ | --------------------- | ----------------------------- | ----------------------------- | ----------------------------------------- |
| 435 | Il prezzo della vittoria       | gennaio               | Guido Nolitta / Mauro Boselli | Guido Nolitta / Mauro Boselli | Giovanni Ticci / Guglielmo Letteri        |
| 436 | Wild West Show                 | febbraio              | Mauro Boselli                 | Mauro Boselli                 | Guglielmo Letteri                         |
| 437 | Ombre cinesi                   | marzo                 | Mauro Boselli                 | Mauro Boselli                 | Guglielmo Letteri                         |
| 438 | Gli invincibili                | aprile                | Mauro Boselli                 | Mauro Boselli                 | Carlo Raffaele Marcello                   |
| 439 | Il segreto dell'imperatore     | maggio                | Mauro Boselli                 | Mauro Boselli                 | Carlo Raffaele Marcello                   |
| 440 | Sfida sulla Sierra             | giugno                | Mauro Boselli                 | Mauro Boselli                 | Carlo Raffaele Marcello                   |
| 441 | Springfield calibro 58         | luglio                | Claudio Nizzi                 | Claudio Nizzi                 | Victor De La Fuente                       |
| 442 | Un ranger in pericolo          | agosto                | Claudio Nizzi                 | Claudio Nizzi                 | Victor De La Fuente                       |
| 443 | Il ritorno della Tigre Nera    | settembre             | Claudio Nizzi                 | Claudio Nizzi                 | Fabio Civitelli                           |
| 444 | La laguna morta                | ottobre               | Claudio Nizzi                 | Claudio Nizzi                 | Fabio Civitelli                           |
| 445 | La notte degli zombi           | novembre              | Claudio Nizzi / Mauro Boselli | Claudio Nizzi / Mauro Boselli | Fabio Civitelli / Carlo Raffaele Marcello |
| 446 | Bufera sulle Montagne Rocciose | dicembre              | Mauro Boselli                 | Mauro Boselli                 | Carlo Raffaele Marcello                   |

## 1998
| Nr. | Titolo                          | Mese di pubblicazione | Soggetto                      | Sceneggiatura                 | Disegni                            |
| --- | ------------------------------- | --------------------- | ----------------------------- | ----------------------------- | ---------------------------------- |
| 447 | Scorta armata                   | gennaio               | Claudio Nizzi                 | Claudio Nizzi                 | Fernando Fusco                     |
| 448 | Caccia ai diamanti              | febbraio              | Claudio Nizzi                 | Claudio Nizzi                 | Fernando Fusco                     |
| 449 | Gli uomini che uccisero Lincoln | marzo                 | Claudio Nizzi                 | Claudio Nizzi                 | José Ortiz                         |
| 450 | Missione speciale               | aprile                | Claudio Nizzi                 | Claudio Nizzi                 | José Ortiz                         |
| 451 | Oppio!                          | maggio                | Claudio Nizzi                 | Claudio Nizzi                 | Andrea Venturi                     |
| 452 | Il ritorno del Morisco          | giugno                | Claudio Nizzi / Mauro Boselli | Claudio Nizzi / Mauro Boselli | Andrea Venturi / Guglielmo Letteri |
| 453 | I pozzi di Agua Prieta          | luglio                | Mauro Boselli                 | Mauro Boselli                 | Guglielmo Letteri                  |
| 454 | Il risveglio della mummia       | agosto                | Mauro Boselli                 | Mauro Boselli                 | Guglielmo Letteri                  |
| 455 | Vendetta Navajo                 | settembre             | Claudio Nizzi                 | Claudio Nizzi                 | Giovanni Ticci                     |
| 456 | Al di sopra della legge         | ottobre               | Claudio Nizzi                 | Claudio Nizzi                 | Victor De La Fuente                |
| 457 | Catena di omicidi               | novembre              | Claudio Nizzi                 | Claudio Nizzi                 | Victor De La Fuente                |
| 458 | Sulla pista di Fort Apache      | dicembre              | Mauro Boselli                 | Mauro Boselli                 | José Ortiz                         |

## 1999
| Nr. | Titolo                     | Mese di pubblicazione | Soggetto                      | Sceneggiatura                 | Disegni                                  |
| --- | -------------------------- | --------------------- | ----------------------------- | ----------------------------- | ---------------------------------------- |
| 459 | Mescaleros!                | gennaio               | Mauro Boselli                 | Mauro Boselli                 | Josè Ortiz                               |
| 460 | All'ultimo sangue          | febbraio              | Mauro Boselli                 | Mauro Boselli                 | Josè Ortiz                               |
| 461 | La pietra di Akbar         | marzo                 | Claudio Nizzi                 | Claudio Nizzi                 | Fernando Fusco                           |
| 462 | Il fiume della paura       | aprile                | Claudio Nizzi                 | Claudio Nizzi                 | Fernando Fusco                           |
| 463 | I sette assassini          | maggio                | Mauro Boselli                 | Mauro Boselli                 | Carlo Raffaele Marcello                  |
| 464 | Helltown                   | giugno                | Mauro Boselli                 | Mauro Boselli                 | Carlo Raffaele Marcello                  |
| 465 | Jack Thunder l'implacabile | luglio                | Mauro Boselli                 | Mauro Boselli                 | Carlo Raffaele Marcello                  |
| 466 | Golden Pass                | agosto                | Guido Nolitta                 | Guido Nolitta                 | Giovanni Ticci                           |
| 467 | La città senza nome        | settembre             | Guido Nolitta / Mauro Boselli | Guido Nolitta / Mauro Boselli | Giovanni Ticci                           |
| 468 | Spari nella notte          | ottobre               | Mauro Boselli                 | Mauro Boselli                 | Giovanni Ticci                           |
| 469 | Terra di confine           | novembre              | Mauro Boselli                 | Mauro Boselli                 | Giovanni Ticci / Carlo Raffaele Marcello |
| 470 | Il diavolo della Sierra    | dicembre              | Mauro Boselli                 | Mauro Boselli                 | Carlo Raffaele Marcello                  |

## 2000
| Nr. | Titolo                  | Mese di pubblicazione | Soggetto                        | Sceneggiatura | Disegni             |
| --- | ----------------------- | --------------------- | ------------------------------- | ------------- | ------------------- |
| 471 | La collina della morte  | gennaio               | Claudio Nizzi                   | Claudio Nizzi | Victor De La Fuente |
| 472 | Testimoni d'accusa      | febbraio              | Claudio Nizzi                   | Claudio Nizzi | Victor De La Fuente |
| 473 | La lunga pista          | marzo                 | Mauro Boselli                   | Mauro Boselli | Guglielmo Letteri   |
| 474 | Uno sceriffo nei guai   | aprile                | Mauro Boselli                   | Mauro Boselli | Guglielmo Letteri   |
| 475 | Il presagio             | maggio                | Claudio Nizzi / Fabio Civitelli | Claudio Nizzi | Fabio Civitelli     |
| 476 | L'uomo venuto dal fiume | giugno                | Claudio Nizzi / Fabio Civitelli | Claudio Nizzi | Fabio Civitelli     |
| 477 | Sfida selvaggia         | luglio                | Claudio Nizzi / Fabio Civitelli | Claudio Nizzi | Fabio Civitelli     |
| 478 | La miniera del fantasma | agosto                | Mauro Boselli                   | Mauro Boselli | José Ortiz          |
| 479 | Montagne maledette      | settembre             | Mauro Boselli                   | Mauro Boselli | José Ortiz          |
| 480 | Le colline dei Sioux    | ottobre               | Claudio Nizzi                   | Claudio Nizzi | Vincenzo Monti      |
| 481 | Il vento dell'odio      | novembre              | Claudio Nizzi                   | Claudio Nizzi | Vincenzo Monti      |
| 482 | Nuvola Bianca           | dicembre              | Claudio Nizzi                   | Claudio Nizzi | Vincenzo Monti      |

## 2001
| Nr. | Titolo                  | Mese di pubblicazione | Soggetto      | Sceneggiatura | Disegni           |
| --- | ----------------------- | --------------------- | ------------- | ------------- | ----------------- |
| 483 | A sangue freddo         | gennaio               | Mauro Boselli | Mauro Boselli | Guglielmo Letteri |
| 484 | I colpevoli             | febbraio              | Mauro Boselli | Mauro Boselli | Guglielmo Letteri |
| 485 | I cavalieri del Wyoming | marzo                 | Claudio Nizzi | Claudio Nizzi | Fernando Fusco    |
| 486 | Filo spinato            | aprile                | Claudio Nizzi | Claudio Nizzi | Fernando Fusco    |
| 487 | L'angelo della vendetta | maggio                | Claudio Nizzi | Claudio Nizzi | Fernando Fusco    |
| 488 | Matador!                | giugno                | Mauro Boselli | Mauro Boselli | Aldo Capitanio    |
| 489 | La collera dei Montoya  | luglio                | Mauro Boselli | Mauro Boselli | Aldo Capitanio    |
| 490 | Congiura contro Custer  | agosto                | Claudio Nizzi | Claudio Nizzi | Giovanni Ticci    |
| 491 | Le grandi praterie      | settembre             | Claudio Nizzi | Claudio Nizzi | Giovanni Ticci    |
| 492 | Little Bighorn          | ottobre               | Claudio Nizzi | Claudio Nizzi | Giovanni Ticci    |
| 493 | La morte nera           | novembre              | Claudio Nizzi | Claudio Nizzi | Fabio Civitelli   |
| 494 | La maschera dell'orrore | dicembre              | Claudio Nizzi | Claudio Nizzi | José Ortiz        |

## 2002
| Nr. | Titolo                   | Mese di pubblicazione | Soggetto      | Sceneggiatura | Disegni                              |
| --- | ------------------------ | --------------------- | ------------- | ------------- | ------------------------------------ |
| 495 | Agguato sul lago         | gennaio               | Claudio Nizzi | Claudio Nizzi | José Ortiz                           |
| 496 | Tamburi nella foresta    | febbraio              | Claudio Nizzi | Claudio Nizzi | José Ortiz                           |
| 497 | La grande invasione      | marzo                 | Mauro Boselli | Mauro Boselli | Carlo Raffaele Marcello              |
| 498 | Guerra di frontiera      | aprile                | Mauro Boselli | Mauro Boselli | Carlo Raffaele Marcello              |
| 499 | Gli eroi del Texas       | maggio                | Mauro Boselli | Mauro Boselli | Carlo Raffaele Marcello              |
| 500 | Tex 500 - Uomini in fuga | giugno                | Claudio Nizzi | Claudio Nizzi | Giovanni Ticci                       |
| 501 | Mefisto!                 | luglio                | Claudio Nizzi | Claudio Nizzi | Claudio Villa                        |
| 502 | Una trappola per Carson  | agosto                | Claudio Nizzi | Claudio Nizzi | Claudio Villa                        |
| 503 | Il potere delle tenebre  | settembre             | Claudio Nizzi | Claudio Nizzi | Claudio Villa                        |
| 504 | Il covo del male         | ottobre               | Claudio Nizzi | Claudio Nizzi | Claudio Villa / Miguel Ángel Repetto |
| 505 | Guerra nel deserto       | novembre              | Claudio Nizzi | Claudio Nizzi | Miguel Ángel Repetto                 |
| 506 | A sud del Rio Grande     | dicembre              | Mauro Boselli | Mauro Boselli | Guglielmo Letteri                    |

## 2003
| Nr. | Titolo                 | Mese di pubblicazione | Soggetto      | Sceneggiatura | Disegni                 |
| --- | ---------------------- | --------------------- | ------------- | ------------- | ----------------------- |
| 507 | Un ranger ha tradito!  | gennaio               | Mauro Boselli | Mauro Boselli | Guglielmo Letteri       |
| 508 | Il mercante francese   | febbraio              | Claudio Nizzi | Claudio Nizzi | Fernando Fusco          |
| 509 | Snake Bill             | marzo                 | Claudio Nizzi | Claudio Nizzi | Fernando Fusco          |
| 510 | Nel campo nemico       | aprile                | Claudio Nizzi | Claudio Nizzi | Fernando Fusco          |
| 511 | Ritorno a Culver City  | maggio                | Claudio Nizzi | Claudio Nizzi | Fabio Civitelli         |
| 512 | La città della paura   | giugno                | Claudio Nizzi | Claudio Nizzi | Fabio Civitelli         |
| 513 | Le foreste dell'Oregon | luglio                | Claudio Nizzi | Claudio Nizzi | Andrea Venturi          |
| 514 | I fucili di Shannon    | agosto                | Claudio Nizzi | Claudio Nizzi | Andrea Venturi          |
| 515 | Il lungo viaggio       | settembre             | Claudio Nizzi | Claudio Nizzi | José Ortiz              |
| 516 | La cripta              | ottobre               | Claudio Nizzi | Claudio Nizzi | José Ortiz              |
| 517 | Il serpente piumato    | novembre              | Claudio Nizzi | Claudio Nizzi | José Ortiz              |
| 518 | Pioggia                | dicembre              | Claudio Nizzi | Claudio Nizzi | Gianluca e Raul Cestaro |

## 2004
| Nr. | Titolo                  | Mese di pubblicazione | Soggetto      | Sceneggiatura | Disegni                         |
| --- | ----------------------- | --------------------- | ------------- | ------------- | ------------------------------- |
| 519 | Muddy Creek             | gennaio               | Claudio Nizzi | Claudio Nizzi | Vincenzo Monti / Bruno Brindisi |
| 520 | Agguato a mezzanotte    | febbraio              | Claudio Nizzi | Claudio Nizzi | Bruno Brindisi                  |
| 521 | Kiowas                  | marzo                 | Claudio Nizzi | Claudio Nizzi | Giovanni Ticci                  |
| 522 | I cacciatori di bisonti | aprile                | Claudio Nizzi | Claudio Nizzi | Giovanni Ticci                  |
| 523 | I Lupi Rossi            | maggio                | Mauro Boselli | Mauro Boselli | Alfonso Font                    |
| 524 | I due nemici            | giugno                | Mauro Boselli | Mauro Boselli | Alfonso Font                    |
| 525 | Giustizia di frontiera  | luglio                | Mauro Boselli | Mauro Boselli | Alfonso Font                    |
| 526 | I fratelli Donegan      | agosto                | Claudio Nizzi | Claudio Nizzi | Miguel Ángel Repetto            |
| 527 | Il segno del potere     | settembre             | Claudio Nizzi | Claudio Nizzi | Miguel Ángel Repetto            |
| 528 | Il diadema indiano      | ottobre               | Mauro Boselli | Mauro Boselli | Guglielmo Letteri               |
| 529 | Il pueblo sacro         | novembre              | Mauro Boselli | Mauro Boselli | Guglielmo Letteri               |
| 530 | Athabasca Lake          | dicembre              | Claudio Nizzi | Claudio Nizzi | Fernando Fusco                  |

## 2005
| Nr. | Titolo                         | Mese di pubblicazione | Soggetto      | Sceneggiatura | Disegni                 |
| --- | ------------------------------ | --------------------- | ------------- | ------------- | ----------------------- |
| 531 | I predoni del fiume            | gennaio               | Claudio Nizzi | Claudio Nizzi | Fernando Fusco          |
| 532 | Golden Arrow                   | febbraio              | Claudio Nizzi | Claudio Nizzi | Fernando Fusco          |
| 533 | Posto di blocco                | marzo                 | Claudio Nizzi | Claudio Nizzi | Fernando Fusco          |
| 534 | La valle dell'odio             | aprile                | Claudio Nizzi | Claudio Nizzi | Gianluca e Raul Cestaro |
| 535 | Colpo su colpo                 | maggio                | Claudio Nizzi | Claudio Nizzi | Gianluca e Raul Cestaro |
| 536 | Tumak l'inesorabile            | giugno                | Claudio Nizzi | Claudio Nizzi | Fabio Civitelli         |
| 537 | Anasazi                        | luglio                | Claudio Nizzi | Claudio Nizzi | Fabio Civitelli         |
| 538 | Colorado Belle                 | agosto                | Mauro Boselli | Mauro Boselli | Alfonso Font            |
| 539 | I banditi della città fantasma | settembre             | Mauro Boselli | Mauro Boselli | Alfonso Font            |
| 540 | Puerta del Diablo              | ottobre               | Claudio Nizzi | Claudio Nizzi | José Ortiz              |
| 541 | Il tesoro della miniera        | novembre              | Claudio Nizzi | Claudio Nizzi | José Ortiz              |
| 542 | Fratello bianco                | dicembre              | Claudio Nizzi | Claudio Nizzi | Giovanni Ticci          |

## 2006
| Nr. | Titolo                 | Mese di pubblicazione | Soggetto      | Sceneggiatura | Disegni              |
| --- | ---------------------- | --------------------- | ------------- | ------------- | -------------------- |
| 543 | Un infame ricatto      | gennaio               | Claudio Nizzi | Claudio Nizzi | Giovanni Ticci       |
| 544 | Intrigo nel Klondike   | febbraio              | Mauro Boselli | Mauro Boselli | Miguel Ángel Repetto |
| 545 | Fuga nel Grande Nord   | marzo                 | Mauro Boselli | Mauro Boselli | Miguel Ángel Repetto |
| 546 | L'ultima diligenza     | aprile                | Mauro Boselli | Mauro Boselli | Manfred Sommer       |
| 547 | La pista abbandonata   | maggio                | Mauro Boselli | Mauro Boselli | Manfred Sommer       |
| 548 | Documento d'accusa     | giugno                | Claudio Nizzi | Claudio Nizzi | Andrea Venturi       |
| 549 | Corte marziale         | luglio                | Claudio Nizzi | Claudio Nizzi | Andrea Venturi       |
| 550 | Un treno per Redville  | agosto                | Claudio Nizzi | Claudio Nizzi | José Ortiz           |
| 551 | Strada sbarrata        | settembre             | Claudio Nizzi | Claudio Nizzi | José Ortiz           |
| 552 | Il villaggio assediato | ottobre               | Claudio Nizzi | Claudio Nizzi | Mario Milano         |
| 553 | Tiro al bersaglio      | novembre              | Claudio Nizzi | Claudio Nizzi | Mario Milano         |
| 554 | La banda dei tre       | dicembre              | Claudio Nizzi | Claudio Nizzi | Fabio Civitelli      |

## 2007
| Nr. | Titolo                | Mese di pubblicazione | Soggetto      | Sceneggiatura | Disegni              |
| --- | --------------------- | --------------------- | ------------- | ------------- | -------------------- |
| 555 | Il killer misterioso  | gennaio               | Claudio Nizzi | Claudio Nizzi | Fabio Civitelli      |
| 556 | Morte nella nebbia    | febbraio              | Mauro Boselli | Mauro Boselli | Alfonso Font         |
| 557 | Uccidete Kit Willer!  | marzo                 | Mauro Boselli | Mauro Boselli | Alfonso Font         |
| 558 | Evasione              | aprile                | Tito Faraci   | Tito Faraci   | José Ortiz           |
| 559 | Minuti contati        | maggio                | Tito Faraci   | Tito Faraci   | José Ortiz           |
| 560 | Moctezuma             | giugno                | Claudio Nizzi | Claudio Nizzi | Fernando Fusco       |
| 561 | Soldi sporchi         | luglio                | Claudio Nizzi | Claudio Nizzi | Pasquale Del Vecchio |
| 562 | Sandy Well            | agosto                | Claudio Nizzi | Claudio Nizzi | Pasquale Del Vecchio |
| 563 | Spedizione in Messico | settembre             | Mauro Boselli | Mauro Boselli | Dante Spada          |
| 564 | Rurales!              | ottobre               | Mauro Boselli | Mauro Boselli | Dante Spada          |
| 565 | La sentinella         | novembre              | Claudio Nizzi | Claudio Nizzi | Miguel Ángel Repetto |
| 566 | Un soldato ritorna    | dicembre              | Claudio Nizzi | Claudio Nizzi | Miguel Ángel Repetto |

## 2008
| Nr. | Titolo                                     | Mese di pubblicazione | Soggetto      | Sceneggiatura | Disegni                                |
| --- | ------------------------------------------ | --------------------- | ------------- | ------------- | -------------------------------------- |
| 567 | Dieci anni dopo                            | gennaio               | Claudio Nizzi | Claudio Nizzi | Rossano Rossi                          |
| 568 | Sangue in paradiso                         | febbraio              | Claudio Nizzi | Claudio Nizzi | Rossano Rossi                          |
| 569 | Buffalo Soldiers                           | marzo                 | Mauro Boselli | Mauro Boselli | Giovanni Ticci                         |
| 570 | Decimo cavalleria                          | aprile                | Mauro Boselli | Mauro Boselli | Giovanni Ticci                         |
| 571 | L'assedio degli Utes                       | maggio                | Mauro Boselli | Mauro Boselli | Giovanni Ticci / Ernesto García Seijas |
| 572 | Il fuggiasco                               | giugno                | Mauro Boselli | Mauro Boselli | Ernesto Garcia Seijas                  |
| 573 | Terre maledette                            | luglio                | Mauro Boselli | Mauro Boselli | Alfonso Font                           |
| 574 | Tornado!                                   | agosto                | Mauro Boselli | Mauro Boselli | Alfonso Font                           |
| 575 | Sul sentiero dei ricordi - tutto a colori! | settembre             | Claudio Nizzi | Claudio Nizzi | Fabio Civitelli                        |
| 576 | Omicidio in Bourbon Street                 | ottobre               | Mauro Boselli | Mauro Boselli | Marco Bianchini / Marco Santucci       |
| 577 | Il vecchio di mezzanotte                   | novembre              | Mauro Boselli | Mauro Boselli | Marco Bianchini / Marco Santucci       |
| 578 | La casa dell'alchimista                    | dicembre              | Mauro Boselli | Mauro Boselli | Marco Bianchini / Marco Santucci       |

## 2009
| Nr. | Titolo                   | Mese di pubblicazione | Soggetto            | Sceneggiatura       | Disegni                 |
| --- | ------------------------ | --------------------- | ------------------- | ------------------- | ----------------------- |
| 579 | Vendetta per Montales    | gennaio               | Mauro Boselli       | Mauro Boselli       | Alessandro Piccinelli   |
| 580 | Le campane di San Rafael | febbraio              | Mauro Boselli       | Mauro Boselli       | Alessandro Piccinelli   |
| 581 | Lo sceriffo indiano      | marzo                 | Tito Faraci         | Tito Faraci         | Gianluca e Raul Cestaro |
| 582 | La preda umana           | aprile                | Tito Faraci         | Tito Faraci         | Gianluca e Raul Cestaro |
| 583 | Missouri!                | maggio                | Mauro Boselli       | Mauro Boselli       | Corrado Mastantuono     |
| 584 | I due guerriglieri       | giugno                | Mauro Boselli       | Mauro Boselli       | Corrado Mastantuono     |
| 585 | La grande sete           | luglio                | Gianfranco Manfredi | Gianfranco Manfredi | Fabio Civitelli         |
| 586 | Giochi di potere         | agosto                | Gianfranco Manfredi | Gianfranco Manfredi | Fabio Civitelli         |
| 587 | L'artiglio della tigre   | settembre             | Claudio Nizzi       | Claudio Nizzi       | Andrea Venturi          |
| 588 | Il castello nero         | ottobre               | Claudio Nizzi       | Claudio Nizzi       | Andrea Venturi          |
| 589 | La rivolta dei Cheyennes | novembre              | Claudio Nizzi       | Claudio Nizzi       | Pasquale Del Vecchio    |
| 590 | Tre lunghi giorni        | dicembre              | Claudio Nizzi       | Claudio Nizzi       | Pasquale Del Vecchio    |

## 2010
| Nr. | Titolo                      | Mese di pubblicazione | Soggetto      | Sceneggiatura | Disegni               |
| --- | --------------------------- | --------------------- | ------------- | ------------- | --------------------- |
| 591 | L'uomo di Baltimora         | gennaio               | Tito Faraci   | Tito Faraci   | Giovanni Bruzzo       |
| 592 | Destini incrociati          | febbraio              | Tito Faraci   | Tito Faraci   | Giovanni Bruzzo       |
| 593 | La mano del morto           | marzo                 | Mauro Boselli | Mauro Boselli | Alfonso Font          |
| 594 | Quel treno a mezzogiorno    | aprile                | Mauro Boselli | Mauro Boselli | Alfonso Font          |
| 595 | Deadwood                    | maggio                | Mauro Boselli | Mauro Boselli | Alfonso Font          |
| 596 | Oltre il fiume              | giugno                | Claudio Nizzi | Claudio Nizzi | José Ortiz            |
| 597 | Il ponte di roccia          | luglio                | Claudio Nizzi | Claudio Nizzi | José Ortiz            |
| 598 | La prova del fuoco          | agosto                | Pasquale Ruju | Pasquale Ruju | Ernesto García Seijas |
| 599 | Un ranger per nemico        | settembre             | Pasquale Ruju | Pasquale Ruju | Ernesto Garcia Seijas |
| 600 | Tex 600 - I demoni del nord | ottobre               | Mauro Boselli | Mauro Boselli | Giovanni Ticci        |
| 601 | I giustizieri di Vegas      | novembre              | Mauro Boselli | Mauro Boselli | Corrado Mastantuono   |
| 602 | Duello nel corral           | dicembre              | Mauro Boselli | Mauro Boselli | Corrado Mastantuono   |

## 2011
| Nr. | Titolo                        | Mese di pubblicazione | Soggetto            | Sceneggiatura       | Disegni                         |
| --- | ----------------------------- | --------------------- | ------------------- | ------------------- | ------------------------------- |
| 603 | Faccia di Cuoio!              | gennaio               | Mauro Boselli       | Mauro Boselli       | Marco Torricelli                |
| 604 | Attacco alla diligenza        | febbraio              | Claudio Nizzi       | Claudio Nizzi       | Rossano Rossi                   |
| 605 | Alto tradimento               | marzo                 | Claudio Nizzi       | Claudio Nizzi       | Rossano Rossi                   |
| 606 | Caccia infernale              | aprile                | Mauro Boselli       | Mauro Boselli       | Yannis Ginosatis                |
| 607 | La valle degli dei            | maggio                | Mauro Boselli       | Mauro Boselli       | Yannis Ginosatis                |
| 608 | Nel covo del profeta          | giugno                | Mauro Boselli       | Mauro Boselli       | Yannis Ginosatis                |
| 609 | Sei divise nella polvere      | luglio                | Gianfranco Manfredi | Gianfranco Manfredi | Giovanni Ticci                  |
| 610 | Il pasto degli avvoltoi       | agosto                | Gianfranco Manfredi | Gianfranco Manfredi | Giovanni Ticci                  |
| 611 | I trappers di Yellowstone     | settembre             | Mauro Boselli       | Mauro Boselli       | Alessandro Piccinelli           |
| 612 | Uragano di piombo             | ottobre               | Mauro Boselli       | Mauro Boselli       | Alessandro Piccinelli           |
| 613 | La terra delle pietre fumanti | novembre              | Mauro Boselli       | Mauro Boselli       | Alessandro Piccinelli / Leomacs |
| 614 | I sabotatori                  | dicembre              | Mauro Boselli       | Mauro Boselli       | Leomacs                         |

## 2012
| Nr. | Titolo                    | Mese di pubblicazione | Soggetto      | Sceneggiatura | Disegni                 |
| --- | ------------------------- | --------------------- | ------------- | ------------- | ----------------------- |
| 615 | Corsa verso l'abisso      | gennaio               | Mauro Boselli | Mauro Boselli | Leomacs                 |
| 616 | Sotto scorta              | febbraio              | Tito Faraci   | Tito Faraci   | Gianluca e Raul Cestaro |
| 617 | I valorosi di fort Kearny | marzo                 | Tito Faraci   | Tito Faraci   | Gianluca e Raul Cestaro |
| 618 | Gli schiavisti            | aprile                | Mauro Boselli | Mauro Boselli | Ernesto Garcia Seijas   |
| 619 | Le miniere di Canaan      | maggio                | Mauro Boselli | Mauro Boselli | Ernesto Garcia Sejias   |
| 620 | Nel rifugio di Espectro   | giugno                | Mauro Boselli | Mauro Boselli | Ernesto Garcia Sejias   |
| 621 | Mezzosangue!              | luglio                | Pasquale Ruju | Pasquale Ruju | Alfonso Font            |
| 622 | La rivincita di Makua     | agosto                | Pasquale Ruju | Pasquale Ruju | Alfonso Font            |
| 623 | Braccato!                 | settembre             | Tito Faraci   | Tito Faraci   | Pasquale Del Vecchio    |
| 624 | Partita truccata          | ottobre               | Tito Faraci   | Tito Faraci   | Pasquale Del Vecchio    |
| 625 | Le catene della colpa     | novembre              | Pasquale Ruju | Pasquale Ruju | José Ortiz              |
| 626 | Tra il cielo e l'inferno  | dicembre              | Pasquale Ruju | Pasquale Ruju | José Ortiz              |

## 2013
| Nr. | Titolo                      | Mese di pubblicazione | Soggetto      | Sceneggiatura | Disegni             |
| --- | --------------------------- | --------------------- | ------------- | ------------- | ------------------- |
| 627 | Salt River                  | gennaio               | Mauro Boselli | Mauro Boselli | Stefano Andreucci   |
| 628 | Una donna in ostaggio       | febbraio              | Mauro Boselli | Mauro Boselli | Stefano Andreucci   |
| 629 | L'inseguimento              | marzo                 | Tito Faraci   | Tito Faraci   | Corrado Mastantuono |
| 630 | Lotta senza respiro         | aprile                | Tito Faraci   | Tito Faraci   | Corrado Mastantuono |
| 631 | L'oro dei monti San Juan    | maggio                | Claudio Nizzi | Claudio Nizzi | Lucio Filippucci    |
| 632 | I volontari di Hermann      | giugno                | Claudio Nizzi | Claudio Nizzi | Lucio Filippucci    |
| 633 | Tombstone Epitaph           | luglio                | Mauro Boselli | Mauro Boselli | Gianluca Acciarino  |
| 634 | I professionisti            | agosto                | Mauro Boselli | Mauro Boselli | Gianluca Acciarino  |
| 635 | Il segreto del Giudice Bean | settembre             | Mauro Boselli | Mauro Boselli | Pasquale Frisenda   |
| 636 | Trappola a San Antonio      | ottobre               | Mauro Boselli | Mauro Boselli | Pasquale Frisenda   |
| 637 | El Supremo                  | novembre              | Mauro Boselli | Mauro Boselli | Maurizio Dotti      |
| 638 | Tiratori scelti             | dicembre              | Mauro Boselli | Mauro Boselli | Maurizio Dotti      |

## 2014
| Nr. | Titolo                          | Mese di pubblicazione | Soggetto      | Sceneggiatura | Disegni                       |
| --- | ------------------------------- | --------------------- | ------------- | ------------- | ----------------------------- |
| 639 | Nei bassifondi di San Francisco | gennaio               | Mauro Boselli | Mauro Boselli | Maurizio Dotti                |
| 640 | L'isola della nebbia            | febbraio              | Mauro Boselli | Mauro Boselli | Maurizio Dotti / Alfonso Font |
| 641 | Giovani assassini               | marzo                 | Mauro Boselli | Mauro Boselli | Alfonso Font                  |
| 642 | Appuntamento con la vendetta    | aprile                | Mauro Boselli | Mauro Boselli | Alfonso Font                  |
| 643 | L'indomabile                    | maggio                | Mauro Boselli | Mauro Boselli | José Ortiz                    |
| 644 | Fuga disperata                  | giugno                | Mauro Boselli | Mauro Boselli | José Ortiz                    |
| 645 | Furia Comanche                  | luglio                | Pasquale Ruju | Pasquale Ruju | Ernesto Garcia Seijas         |
| 646 | Il guerriero immortale          | agosto                | Pasquale Ruju | Pasquale Ruju | Ernesto Garcia Seijas         |
| 647 | Il ricatto di Slade             | settembre             | Tito Faraci   | Tito Faraci   | Giovanni Bruzzo               |
| 648 | Sotto assedio                   | ottobre               | Tito Faraci   | Tito Faraci   | Giovanni Bruzzo               |
| 649 | La stirpe dell'abisso           | novembre              | Mauro Boselli | Mauro Boselli | Alessandro Piccinelli         |
| 650 | I misteri di Villa Diago        | dicembre              | Mauro Boselli | Mauro Boselli | Alessandro Piccinelli         |

## 2015
| Nr. | Titolo                  | Mese di pubblicazione | Soggetto            | Sceneggiatura       | Disegni                                     |
| --- | ----------------------- | --------------------- | ------------------- | ------------------- | ------------------------------------------- |
| 651 | Luna insanguinata       | gennaio               | Mauro Boselli       | Mauro Boselli       | Alessandro Piccinelli / Corrado Mastantuono |
| 652 | Charvez il crudele      | febbraio              | Mauro Boselli       | Mauro Boselli       | Corrado Mastantuono                         |
| 653 | Feticci di morte        | marzo                 | Mauro Boselli       | Mauro Boselli       | Corrado Mastantuono                         |
| 654 | Oro nero                | aprile                | Gianfranco Manfredi | Gianfranco Manfredi | Leomacs                                     |
| 655 | Inferno a Oil Springs   | maggio                | Gianfranco Manfredi | Gianfranco Manfredi | Leomacs                                     |
| 656 | Nodo scorsoio           | giugno                | Tito Faraci         | Tito Faraci         | Rossano Rossi                               |
| 657 | L'assassino nell'ombra  | luglio                | Tito Faraci         | Tito Faraci         | Rossano Rossi                               |
| 658 | Winnipeg                | agosto                | Mauro Boselli       | Mauro Boselli       | Alfonso Font                                |
| 659 | La chiesa sulla collina | settembre             | Mauro Boselli       | Mauro Boselli       | Alfonso Font                                |
| 660 | Intrighi e veleni       | ottobre               | Mauro Boselli       | Mauro Boselli       | Alfonso Font                                |
| 661 | Ricercato vivo o morto! | novembre              | Mauro Boselli       | Mauro Boselli       | Giacomo Danubio                             |
| 662 | Carovana di audaci      | dicembre              | Luca Barbieri       | Tito Faraci         | Maurizio Dotti                              |

## 2016
| Nr. | Titolo                      | Mese di pubblicazione | Soggetto            | Sceneggiatura       | Disegni               |
| --- | --------------------------- | --------------------- | ------------------- | ------------------- | --------------------- |
| 663 | Ghost town                  | gennaio               | Luca Barbieri       | Tito Faraci         | Maurizio Dotti        |
| 664 | Partita pericolosa          | febbraio              | Tito Faraci         | Tito Faraci         | Alessandro Nespolino  |
| 665 | Insidia nella neve          | marzo                 | Tito Faraci         | Tito Faraci         | Alessandro Nespolino  |
| 666 | L'onore di un guerriero     | aprile                | Pasquale Ruju       | Pasquale Ruju       | Giovanni Ticci        |
| 667 | Lunga Lancia                | maggio                | Pasquale Ruju       | Pasquale Ruju       | Giovanni Ticci        |
| 668 | I rangers di Lost Valley    | giugno                | Mauro Boselli       | Mauro Boselli       | Stefano Biglia        |
| 669 | Il colonnello Mano Cattiva  | luglio                | Mauro Boselli       | Mauro Boselli       | Stefano Biglia        |
| 670 | Gli scorridori di Mackenzie | agosto                | Mauro Boselli       | Mauro Boselli       | Stefano Biglia        |
| 671 | La banda dei serpenti       | settembre             | Gianfranco Manfredi | Gianfranco Manfredi | Ernesto Garcia Seijas |
| 672 | Per le strade di Sacramento | ottobre               | Gianfranco Manfredi | Gianfranco Manfredi | Ernesto Garcia Seijas |
| 673 | Il segno di Yama            | novembre              | Mauro Boselli       | Mauro Boselli       | Fabio Civitelli       |
| 674 | I quattro cavalieri         | dicembre              | Mauro Boselli       | Mauro Boselli       | Fabio Civitelli       |

## 2017
| Nr. | Titolo                     | Mese di pubblicazione | Soggetto      | Sceneggiatura | Disegni               |
| --- | -------------------------- | --------------------- | ------------- | ------------- | --------------------- |
| 675 | L'inferno che urla         | gennaio               | Mauro Boselli | Mauro Boselli | Fabio Civitelli       |
| 676 | Il ragazzo rapito          | febbraio              | Tito Faraci   | Tito Faraci   | Gianluca Acciarino    |
| 677 | Duello a Madison Creek     | marzo                 | Tito Faraci   | Tito Faraci   | Gianluca Acciarino    |
| 678 | Jethro!                    | aprile                | Mauro Boselli | Mauro Boselli | Corrado Mastantuono   |
| 679 | Gli incappucciati del Klan | maggio                | Mauro Boselli | Mauro Boselli | Corrado Mastantuono   |
| 680 | La pista dei Forrester     | giugno                | Pasquale Ruju | Pasquale Ruju | Lucio Filippucci      |
| 681 | Tabla Sagrada              | luglio                | Pasquale Ruju | Pasquale Ruju | Lucio Filippucci      |
| 682 | Il ritorno di Lupe         | agosto                | Mauro Boselli | Mauro Boselli | Alessandro Piccinelli |
| 683 | La prigioniera del deserto | settembre             | Mauro Boselli | Mauro Boselli | Alessandro Piccinelli |
| 684 | Wolfman                    | ottobre               | Pasquale Ruju | Pasquale Ruju | Alfonso Font          |
| 685 | I difensori di Silver Bow  | novembre              | Pasquale Ruju | Pasquale Ruju | Alfonso Font          |
| 686 | La città nascosta          | dicembre              | Tito Faraci   | Tito Faraci   | Andrea Venturi        |

## 2018
| Nr. | Titolo                              | Mese di pubblicazione | Soggetto      | Sceneggiatura | Disegni          |
| --- | ----------------------------------- | --------------------- | ------------- | ------------- | ---------------- |
| 687 | Gli stranieri                       | gennaio               | Tito Faraci   | Tito Faraci   | Andrea Venturi   |
| 688 | Il messaggero cinese                | febbraio              | Pasquale Ruju | Pasquale Ruju | Ugolino Cossu    |
| 689 | Paura a San Diego                   | marzo                 | Pasquale Ruju | Pasquale Ruju | Ugolino Cossu    |
| 690 | Le schiave del Messico              | aprile                | Pasquale Ruju | Pasquale Ruju | Giuseppe Prisco  |
| 691 | Cuore apache                        | maggio                | Pasquale Ruju | Pasquale Ruju | Yannis Ginosatis |
| 692 | Johnny il selvaggio                 | giugno                | Pasquale Ruju | Pasquale Ruju | Yannis Ginosatis |
| 693 | Il ritorno di Proteus               | luglio                | Pasquale Ruju | Pasquale Ruju | Bruno Ramella    |
| 694 | Kit contro Kit                      | agosto                | Pasquale Ruju | Pasquale Ruju | Bruno Ramella    |
| 695 | L’ultima vendetta - Tutto a colori! | settembre             | Mauro Boselli | Mauro Boselli | Giovanni Ticci   |
| 696 | L’ombra del Maestro                 | ottobre               | Mauro Boselli | Mauro Boselli | Maurizio Dotti   |
| 697 | Manhattan!                          | novembre              | Mauro Boselli | Mauro Boselli | Maurizio Dotti   |
| 698 | Panico a teatro                     | dicembre              | Mauro Boselli | Mauro Boselli | Maurizio Dotti   |

## 2019
| Nr. | Titolo                     | Mese di pubblicazione | Soggetto            | Sceneggiatura       | Disegni            |
| --- | -------------------------- | --------------------- | ------------------- | ------------------- | ------------------ |
| 699 | Minaccia su New York       | gennaio               | Mauro Boselli       | Mauro Boselli       | Maurizio Dotti     |
| 700 | Tex 700 - L'oro dei Pawnee | febbraio              | Mauro Boselli       | Mauro Boselli       | Fabio Civitelli    |
| 701 | La regina dei vampiri      | marzo                 | Gianfranco Manfredi | Gianfranco Manfredi | Alessandro Bocci   |
| 702 | Il tempio nella giungla    | aprile                | Gianfranco Manfredi | Gianfranco Manfredi | Alessandro Bocci   |
| 703 | La seconda vita di Bowen   | maggio                | Pasquale Ruju       | Pasquale Ruju       | Gianluca Acciarino |
| 704 | Spalle al muro             | giugno                | Pasquale Ruju       | Pasquale Ruju       | Gianluca Acciarino |
| 705 | La maschera di cera        | luglio                | Mauro Boselli       | Mauro Boselli       | Michele Benevento  |
| 706 | Il club dei tredici        | agosto                | Mauro Boselli       | Mauro Boselli       | Michele Benevento  |
| 707 | La figlia di Satania       | settembre             | Mauro Boselli       | Mauro Boselli       | Michele Benevento  |
| 708 | La tribù dei dannati       | ottobre               | Pasquale Ruju       | Pasquale Ruju       | Alfonso Font       |
| 709 | La furia di Makua          | novembre              | Pasquale Ruju       | Pasquale Ruju       | Alfonso Font       |
| 710 | L’assedio di Mezcali       | dicembre              | Claudio Nizzi       | Claudio Nizzi       | Lucio Filippucci   |

## 2020
| Nr. | Titolo                       | Mese di pubblicazione | Soggetto                      | Sceneggiatura                 | Disegni                              |
| --- | ---------------------------- | --------------------- | ----------------------------- | ----------------------------- | ------------------------------------ |
| 711 | I vigliacchi e gli eroi      | gennaio               | Claudio Nizzi                 | Claudio Nizzi                 | Lucio Filippucci                     |
| 712 | I forzati di Dryfork         | febbraio              | Jacopo Rauch                  | Jacopo Rauch                  | Giuseppe Prisco                      |
| 713 | Duri a morire                | marzo                 | Jacopo Rauch                  | Jacopo Rauch                  | Giuseppe Prisco                      |
| 714 | La rupe del diavolo          | aprile                | Claudio Nizzi                 | Claudio Nizzi                 | Corrado Mastantuono                  |
| 715 | L'odissea della "Belle Star" | maggio                | Claudio Nizzi                 | Claudio Nizzi                 | Corrado Mastantuono                  |
| 716 | Netdahe!                     | giugno                | Mauro Boselli                 | Mauro Boselli                 | Ernesto Garcia Seijas                |
| 717 | Guardia Rural                | luglio                | Mauro Boselli                 | Mauro Boselli                 | Ernesto Garcia Seijas                |
| 718 | La signora di Rancho Verde   | agosto                | Mauro Boselli                 | Mauro Boselli                 | Ernesto Garcia Seijas                |
| 719 | Scontro finale               | settembre             | Mauro Boselli / Pasquale Ruju | Mauro Boselli / Pasquale Ruju | Ernesto Garcia Seijas / Alfonso Font |
| 720 | Sulla cattiva strada         | ottobre               | Pasquale Ruju                 | Pasquale Ruju                 | Alfonso Font                         |
| 721 | Attentato a Montales         | novembre              | Pasquale Ruju                 | Pasquale Ruju                 | Stefano Biglia                       |
| 722 | Guatemala                    | dicembre              | Pasquale Ruju                 | Pasquale Ruju                 | Stefano Biglia                       |

## 2021
| Nr.     | Titolo                          | Mese di pubblicazione | Soggetto                            | Sceneggiatura                       | Disegni                           |
| ------- | ------------------------------- | --------------------- | ----------------------------------- | ----------------------------------- | --------------------------------- |
| 723     | La negra muerte                 | gennaio               | Pasquale Ruju                       | Pasquale Ruju                       | Stefano Biglia                    |
| 724     | Colpo di stato                  | febbraio              | Pasquale Ruju / Antonio Zamberletti | Pasquale Ruju / Antonio Zamberletti | Stefano Biglia / Giuseppe Candita |
| 725     | Il monaco guerriero             | marzo                 | Antonio Zamberletti                 | Antonio Zamberletti                 | Giuseppe Candita                  |
| 726     | Il pistolero vudu               | aprile                | Pasquale Ruju                       | Pasquale Ruju                       | Bruno Ramella                     |
| 727     | La strega della palude          | maggio                | Pasquale Ruju                       | Pasquale Ruju                       | Bruno Ramella                     |
| 728     | Una colt per Manuela Montoya    | giugno                | Mauro Boselli / Carlo Monni         | Mauro Boselli                       | Mauro Laurenti                    |
| 729     | Rapina a Nogales                | luglio                | Mauro Boselli / Carlo Monni         | Mauro Boselli                       | Mauro Laurenti                    |
| 729 bis | L'agente indiano                | luglio                | Mauro Boselli                       | Mauro Boselli                       | Maurizio Dotti                    |
| 730     | Il mostro del gran lago salato  | agosto                | Antonello Rizzo                     | Pasquale Ruju                       | Michele Benevento                 |
| 731     | Dietro la maschera              | settembre             | Antonello Rizzo                     | Pasquale Ruju                       | Michele Benevento                 |
| 732     | Alla ricerca delle navi perdute | ottobre               | Mauro Boselli                       | Mauro Boselli                       | Giovanni Bruzzo                   |
| 733     | I guerrieri della tundra        | novembre              | Mauro Boselli                       | Mauro Boselli                       | Giovanni Bruzzo                   |
| 734     | La campana nella nebbia         | dicembre              | Mauro Boselli                       | Mauro Boselli                       | Giovanni Bruzzo                   |

## 2022
| Nr.     | Titolo                          | Mese di pubblicazione | Soggetto      | Sceneggiatura | Disegni                 |
| ------- | ------------------------------- | --------------------- | ------------- | ------------- | ----------------------- |
| 735     | I dannati dell'Artico           | gennaio               | Mauro Boselli | Mauro Boselli | Giovanni Bruzzo         |
| 736     | Le frecce dei nemici            | febbraio              | Pasquale Ruju | Pasquale Ruju | Giuseppe Prisco         |
| 737     | La vendetta di Quercia Rossa    | marzo                 | Pasquale Ruju | Pasquale Ruju | Giuseppe Prisco         |
| 738     | Il manicomio del dottor Weyland | aprile                | Mauro Boselli | Mauro Boselli | Raul e Gianluca Cestaro |
| 739     | I misteri di San Francisco      | maggio                | Mauro Boselli | Mauro Boselli | Raul e Gianluca Cestaro |
| 740     | Bedlam!                         | giugno                | Mauro Boselli | Mauro Boselli | Raul e Gianluca Cestaro |
| 741     | Sierra Nevada                   | luglio                | Mauro Boselli | Mauro Boselli | Fabio Civitelli         |
| 741 bis | L'eredità del bandito           | luglio                | Pasquale Ruju | Pasquale Ruju | Giovanni Freghieri      |
| 742     | Il ritorno di Padma             | agosto                | Mauro Boselli | Mauro Boselli | Fabio Civitelli         |
| 743     | Nel deserto di Altar            | settembre             | Mauro Boselli | Mauro Boselli | Fabio Civitelli         |
| 744     | Il trionfo di Mefisto           | ottobre               | Mauro Boselli | Mauro Boselli | Fabio Civitelli         |
| 745     | Vancouver                       | novembre              | Pasquale Ruju | Pasquale Ruju | Corrado Mastantuono     |
| 746     | Artiglio d'Orso                 | dicembre              | Pasquale Ruju | Pasquale Ruju | Corrado Mastantuono     |

## 2023
| Nr.     | Titolo                     | Mese di pubblicazione | Soggetto                          | Sceneggiatura       | Disegni              |
| ------- | -------------------------- | --------------------- | --------------------------------- | ------------------- | -------------------- |
| 747     | Il grande incendio         | gennaio               | Pasquale Ruju                     | Pasquale Ruju       | Corrado Mastantuono  |
| 748     | La Mesa della follia       | febbraio              | Moreno Burattini                  | Moreno Burattini    | Michele Rubini       |
| 749     | Le creature del buio       | marzo                 | Moreno Burattini                  | Moreno Burattini    | Michele Rubini       |
| 750     | Ritorno a Redrock          | aprile                | Antonello Rizzo                   | Pasquale Ruju       | Rossano Rossi        |
| 751     | Condanna senza appello!    | maggio                | Antonello Rizzo                   | Pasquale Ruju       | Rossano Rossi        |
| 752     | Fratello di sangue         | giugno                | Giorgio Giusfredi                 | Giorgio Giusfredi   | Alfonso Font         |
| 753     | Wolfman è vivo!            | luglio                | Pasquale Ruju                     | Pasquale Ruju       | Pasquale Del Vecchio |
| 753 bis | Sulle tracce di Kit Carson | luglio                | Antonio Zamberletti               | Antonio Zamberletti | Sandro Scascitelli   |
| 754     | Dentro la montagna         | agosto                | Pasquale Ruju                     | Pasquale Ruju       | Pasquale Del Vecchio |
| 755     | La cavalcata del destino   | settembre             | Graziano Frediani / Mauro Boselli | Mauro Boselli       | Claudio Villa        |
| 756     | La Tigre colpisce ancora   | ottobre               | Mauro Boselli                     | Mauro Boselli       | Andrea Venturi       |
| 757     | Fuga sull'oceano           | novembre              | Mauro Boselli                     | Mauro Boselli       | Andrea Venturi       |
| 758     | Il rajah bianco            | dicembre              | Mauro Boselli                     | Mauro Boselli       | Andrea Venturi       |

## 2024
| Nr.     | Titolo                        | Mese di pubblicazione | Soggetto            | Sceneggiatura       | Disegni                                  |
| ------- | ----------------------------- | --------------------- | ------------------- | ------------------- | ---------------------------------------- |
| 759     | I pirati del Borneo           | gennaio               | Mauro Boselli       | Mauro Boselli       | Andrea Venturi                           |
| 760     | La pattuglia scomparsa        | febbraio              | Pasquale Ruju       | Pasquale Ruju       | Alfonso Font                             |
| 761     | Il gelo e la furia            | marzo                 | Pasquale Ruju       | Pasquale Ruju       | Alfonso Font                             |
| 762     | Il mistero del Monte Rainier  | aprile                | Mauro Boselli       | Mauro Boselli       | Alessandro Bocci                         |
| 763     | La Vetta degli Spiriti        | maggio                | Mauro Boselli       | Mauro Boselli       | Alessandro Bocci                         |
| 764     | I demoni dei ghiacci          | giugno                | Mauro Boselli       | Mauro Boselli       | Alessandro Bocci                         |
| 765     | La collera di Falco Giallo    | luglio                | Claudio Nizzi       | Claudio Nizzi       | Giovanni Ticci                           |
| 765 bis | Un covo di vigliacchi         | luglio                | Antonio Zamberletti | Antonio Zamberletti | Frederic Volante                         |
| 766     | Fuga verso il Canada          | agosto                | Claudio Nizzi       | Claudio Nizzi       | Giovanni Ticci                           |
| 767     | Le quattro vedove nere        | settembre             | Pasquale Ruju       | Pasquale Ruju       | Seijas Ernesto Garcia                    |
| 768     | Il ranch sulla Sierra         | ottobre               | Pasquale Ruju       | Pasquale Ruju       | Seijas Ernesto Garcia Giovanni Freghieri |
| 769     | Il gusto amaro della vendetta | novembre              | Pasquale Ruju       | Pasquale Ruju       | Giovanni Freghieri                       |
| 770     | Il soldato fuggiasco          | dicembre              | Claudio Nizzi       | Claudio Nizzi       | Giovanni Bruzzo                          |

## 2025
| Nr.     | Titolo                       | Mese di pubblicazione | Soggetto            | Sceneggiatura                       | Disegni                          |
| ------- | ---------------------------- | --------------------- | ------------------- | ----------------------------------- | -------------------------------- |
| 771     | Il rinnegato di Fort Stanton | gennaio               | Claudio Nizzi       | Claudio Nizzi                       | Giovanni Bruzzo                  |
| 772     | Il morso dello scorpione     | febbraio              | Pasquale Ruju       | Pasquale Ruju                       | Yannis Ginosatis                 |
| 773     | Caccia al navajo             | marzo                 | Pasquale Ruju       | Pasquale Ruju                       | Yannis Ginosatis                 |
| 774     | Rick Master, detective       | aprile                | Mauro Boselli       | Mauro Boselli                       | Michele Benevento                |
| 775     | I rapitori                   | maggio                | Mauro Boselli       | Mauro Boselli                       | Michele Benevento                |
| 776     | La prigione nascosta         | giugno                | Mauro Boselli       | Mauro Boselli / Gianfranco Manfredi | Michele Benevento / Carlos Gomez |
| 777     | I dimenticati                | luglio                | Gianfranco Manfredi | Gianfranco Manfredi                 | Carlos Gomez                     |
| 777 bis | La rapina della Wells Fargo  | luglio                | Jacopo Rauch        | Jacopo Rauch                        | Samdro Scascitelli               |
| 778     | L'orrendo massacro           | agosto                | Pasquale Ruju       | Pasquale Ruju                       | Fabio Civitelli                  |
| 779     | La pista dell'assassino      | settembre             | Pasquale Ruju       | Pasquale Ruju                       | Fabio Civitelli                  |